# Liste der Biografien/Fal
Liste der Biografien |
Portal Biografien |
Personensuche
# |
A |
B |
C |
D |
E |
F |
G |
H |
I |
J |
K |
L |
M |
N |
O |
P |
Q |
R |
S |
T |
U |
V |
W |
X |
Y |
Z |
?
 
Fa |
Fe |
Ff |
Fh |
Fi |
Fj |
Fk |
Fl |
Fm |
Fn |
Fo |
Fr |
Ft |
Fu |
Fy
 
Faa |
Fab |
Fac |
Fad |
Fae |
Faf |
Fag |
Fah |
Fai |
Faj |
Fak |
Fal |
Fam |
Fan |
Fao |
Fap |
Faq |
Far |
Fas |
Fat |
Fau |
Fav |
Faw |
Fax |
Fay |
Faz
Die Liste der Biografien führt alle Personen auf, die in der deutschsprachigen Wikipedia einen Artikel haben. Dieses ist eine Teilliste mit 856 Einträgen von Personen, deren Namen mit den Buchstaben „Fal“ beginnt.

## Fal
- Fal Conde, Manuel (1894–1975), spanischer Anführer der Bewegung des Carlismus
- Fal, Benjamín, mexikanischer Fußballspieler

### Fala
- Falabella, Débora (* 1979), brasilianische Schauspielerin und Sängerin
- Falabella, Roberto (1926–1958), chilenischer Lyriker, Librettist, Essayist und Komponist
- Falacci, Nicolas, US-amerikanischer Drehbuchautor und Produzent
- Falae, Samuel Oluyemi (* 1938), nigerianischer Politiker
- Falahat, Salim (* 1954), jordanischer Politiker
- Falahee, Jack (* 1989), US-amerikanischer SchauspielerJack Falahee (* 1989)

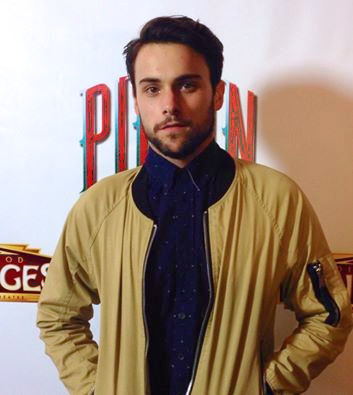
Jack Falahee (* 1989)

- Falahen, Amir (* 1993), deutsch-palästinensischer Fußballspieler
- Falahi, Salman (* 1990), katarischer Fußballschiedsrichter
- Falaise, Georges de la (1866–1910), französischer Fechter und Olympiasieger
- Falaise, Loulou de la (1948–2011), französisches Model und Modedesignerin
- Falaiye, Alice (* 1978), kanadische Weitspringerin
- Falaki, Mahmood (* 1951), iranischer Dichter und Schriftsteller im deutschen Exil
- Falana, Lola (* 1942), US-amerikanische Sängerin, Tänzerin und Schauspielerin
- Falanga, Gianluca (* 1977), deutsch-italienischer Historiker und Publizist
- Falanga, Tony, amerikanischer Bassist
- Falangola, Mario (1880–1967), italienischer Admiral
- Falani, Tofiga Vaevalu, tuvaluischer GeistlicherTofiga Vaevalu Falani

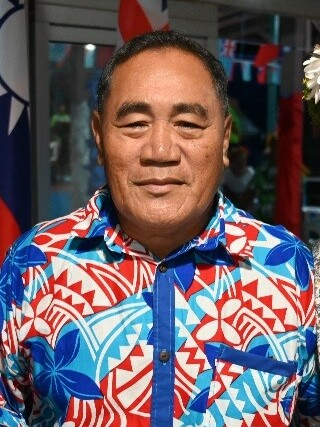
Tofiga Vaevalu Falani

- Falaniko, Ben, amerikanisch-samoanischer Fußballspieler
- Falappa, Giancarlo (* 1964), italienischer Motorradrennfahrer
- Falár, Hans (1944–2002), österreichischer Schauspieler und Theaterregisseur
- Falardeau, Antoine-Sébastien (1822–1889), kanadischer Maler
- Falardeau, Johanne (* 1961), kanadische Badmintonspielerin
- Falardeau, Philippe (* 1968), kanadischer Filmregisseur und Drehbuchautor
- Falardeau, Pierre (1946–2009), kanadischer Regisseur
- Falasca, Rosanna (1953–1983), argentinische Tangosängerin
- Falaschi, Renzo (1916–2004), italienischer Diplomat
- Fałat, Julian (1853–1929), polnischer Maler und Aquarellist
- Falat, Matej (* 1993), slowakischer Skirennläufer
- Falatah, Hamzah (* 1972), saudi-arabischer Fußballspieler
- Falaturi, Abdoldjavad (1926–1996), deutsch-persischer Islamwissenschaftler
- Falavigna, Natália (* 1984), brasilianische Taekwondokämpferin
- Falay, Maffy (1930–2022), türkischer Jazzmusiker

### Falb
- Falb, Alfred (1889–1925), deutscher Schriftsteller
- Falb, Andreas (* 1994), deutscher Säbelfechter
- Falb, Anton (1905–1990), deutscher Gewerkschaftssekretär und Politiker (SPD), MdL Bayern
- Falb, Daniel (* 1977), deutscher Schriftsteller
- Falb, John (* 1971), US-amerikanischer Autorennfahrer
- Falb, Rudolf (1838–1903), österreichischer Meteorologe, Erdbebenforscher
- Falb, Viola (* 1980), österreichische Jazzmusikerin (Saxophone, Komposition)
- Falb-Meixner, Werner (* 1960), österreichischer Landwirt und Politiker (ÖVP), Landtagsabgeordneter
- Falbe, Gotthilf Samuel (1768–1849), deutscher Klassischer Philologe und Gymnasialdirektor
- Falbe, Hans Hagerup (1772–1830), norwegischer Komponist und Politiker dänischer Herkunft
- Falbe, Joachim Martin (1709–1782), Bildnismaler, Radierer, Zeichner
- Falbe, Jürgen (1933–2017), deutscher Chemiker und Manager
- Falbe-Hansen, Ida (1849–1922), dänische Lehrerin, Philologin und Frauenrechtlerin
- Falberg, Tobias (* 1976), deutscher Lyriker und Grafiker
- Falbesoner, Ignaz (1808–1881), österreichischer Bildhauer, Krippenschnitzer und Mesner
- Falbesoner, Josef (1767–1848), österreichischer Bildhauer und Mesner
- Falbesoner, Martin (1728–1815), österreichischer Bildhauer und Mesner
- Falbisoner, Josef (* 1950), deutscher Politiker (SPD)
- Fälbl, Christoph (* 1966), österreichischer Schauspieler und KabarettistChristoph Fälbl (* 1966)

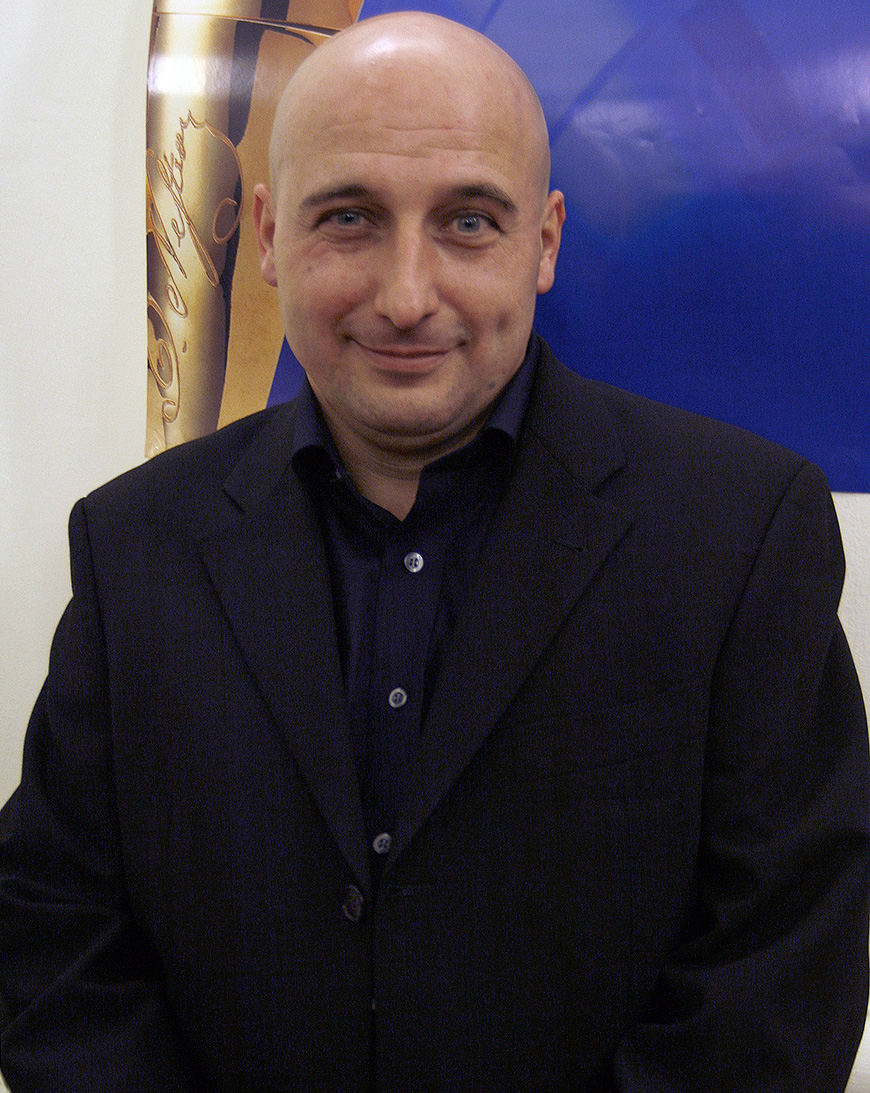
Christoph Fälbl (* 1966)

- Falbr, Richard (* 1940), tschechischer Politiker, MdEP und Gewerkschafter

### Falc
- Falcă, Gheorghe (* 1967), rumänischer Politiker und Ingenieur
- Falcam, Iris (1938–2010), mikronesische Bibliothekarin, Forscherin und Staatsdienerin
- Falcam, Leo (1935–2018), mikronesischer Politiker der Föderierten Staaten von Mikronesien
- Falcão (* 1977), brasilianischer Fußball- und Futsalspieler
- Falcao (* 1986), kolumbianischer Fußballspieler
- Falcão de Barros, José Francisco (* 1965), brasilianischer Geistlicher, römisch-katholischer Militärweihbischof
- Falcão, Cristovão, portugiesischer Renaissancedichter
- Falcão, Lucas (* 1999), brasilianisch-italienischer Fußballspieler
- Falcão, Marcelo (* 1983), brasilianischer Dirigent und Komponist
- Falcão, Nelson (* 1946), brasilianischer Segler
- Falcão, Paulo Roberto (* 1953), brasilianischer Fußballspieler und -trainerPaulo Roberto Falcão (* 1953)

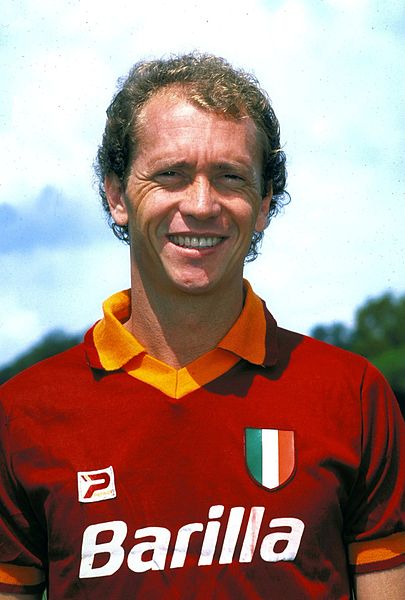
Paulo Roberto Falcão (* 1953)

- Falcão, Yamaguchi (* 1987), brasilianischer Boxer
- Falch, Ernst (* 1939), österreichischer Skirennläufer
- Falch, Friedrich (1918–2002), österreichischer Landwirt und Politiker (ÖVP)
- Falch, Gerhard (1948–2019), österreichischer Manager
- Falch, Hermann (1859–1941), deutscher Architekt
- Falch, Ulrikke (* 1996), norwegische Schauspielerin und Aktivistin
- Falch-Lund, Eilert (1875–1960), norwegischer Segler
- Falchero, Julien (* 1997), französischer Automobilrennfahrer
- Falchetti, Matías (* 2000), argentinischer Sprinter
- Falchi, Alan de (* 2000), brasilianischer Diskuswerfer
- Falchi, Anna (* 1972), italienische Filmschauspielerin und Fotomodell finnischer Herkunft
- Falchi, Isidoro (1838–1914), italienischer Arzt und Archäologe
- Falchi, Stanislao (1851–1922), italienischer Komponist und Musikpädagoge
- Falchuk, Brad (* 1971), US-amerikanischer Drehbuchautor und FernsehregisseurBrad Falchuk (* 1971)

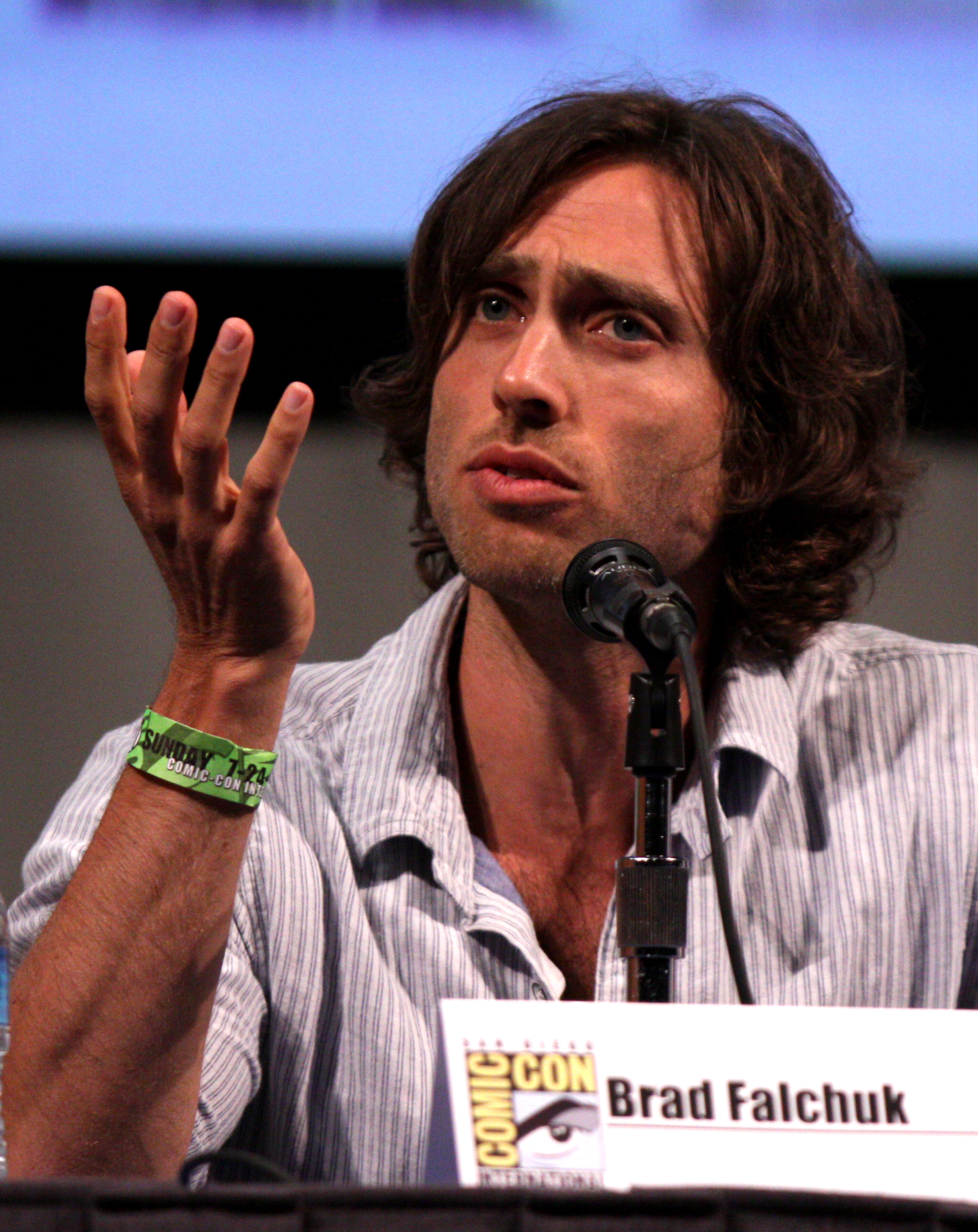
Brad Falchuk (* 1971)

- Falciani, Hervé (* 1972), französisch-italienischer Informatiker
- Falcinelli Antoniacci, Mariano (1806–1874), italienischer Benediktiner und Kardinal
- Falcinelli, Rolande (1920–2006), französische Komponistin, Pianistin und Organistin
- Falcini, Mariano (1804–1885), italienischer Architekt
- Falcione, Antonella (* 1991), argentinische Squashspielerin
- Falcioni, Julio (* 1956), argentinischer Fußballspieler und Fußballtrainer
- Falcioni, Mónica (* 1968), uruguayische Leichtathletin
- Falck Hansen, Willy (1906–1978), dänischer Radrennfahrer
- Falck, Anastasius (1706–1761), bayerischer Karmelit und Prior
- Falck, Anton Reinhard (1777–1843), niederländischer Politiker
- Falck, Carl (1884–1947), deutscher Verwaltungsjurist
- Falck, Carl (1907–2016), norwegischer Manager
- Falck, Carl Philipp (1816–1880), deutscher Pharmakologe
- Falck, Cats (* 1953), schwedische Fernsehjournalistin
- Falck, Georg (1878–1947), deutscher Architekt und Bauunternehmer
- Falck, Georg von (1786–1836), Großherzoglich Hessischer Generalleutnant und Kriegsminister
- Falck, Hans Heinrich (1791–1874), estnischer Unternehmer
- Falck, Henriette Johanna, Übersetzerin vom Französischen ins Deutsche
- Falck, Hermann (1917–1943), kaufmännischer Angestellter und deutsches Opfer des Nationalsozialismus
- Falck, Hildegard (* 1949), deutsche Mittelstreckenläuferin und Olympiasiegerin
- Falck, Iman Wilhelm (1736–1785), Gouverneur von Niederländisch-Ceylon
- Falck, Ingeborg (1922–2005), deutsche Ärztin
- Falck, Ismo (* 1966), finnischer Bogenschütze
- Falck, Jeremias († 1677), deutscher Kupferstecher und Graveur
- Falck, Jesper (* 1970), dänischer Fußballspieler
- Falck, Johan Peter (1732–1774), schwedischer Naturforscher und Botaniker
- Falck, Johann Christoph (1772–1823), deutscher Kaufmann und Abgeordneter
- Falck, Karin (* 1932), schwedische Moderatorin, Fernsehproduzentin und Regisseurin
- Falck, Kristin (* 1966), deutsche Informatikerin und Fantasyautorin
- Falck, Ludwig (1928–2021), deutscher Historiker und Archivar
- Falck, Martin (1888–1914), deutscher Musikwissenschaftler
- Falck, Mattias (* 1991), schwedischer Tischtennisspieler
- Falck, Niels Nikolaus (1784–1850), Jurist, Historiker und Staatsmann
- Falck, Otto (1871–1945), deutscher Architekt und Philatelist
- Falck, Peter († 1519), Schweizer Politiker, Diplomat und Gelehrter
- Falck, Richard (1873–1955), deutscher Mykologe
- Falck, Serge (* 1961), belgisch-österreichischer Schauspieler und DrehbuchautorSerge Falck (* 1961)

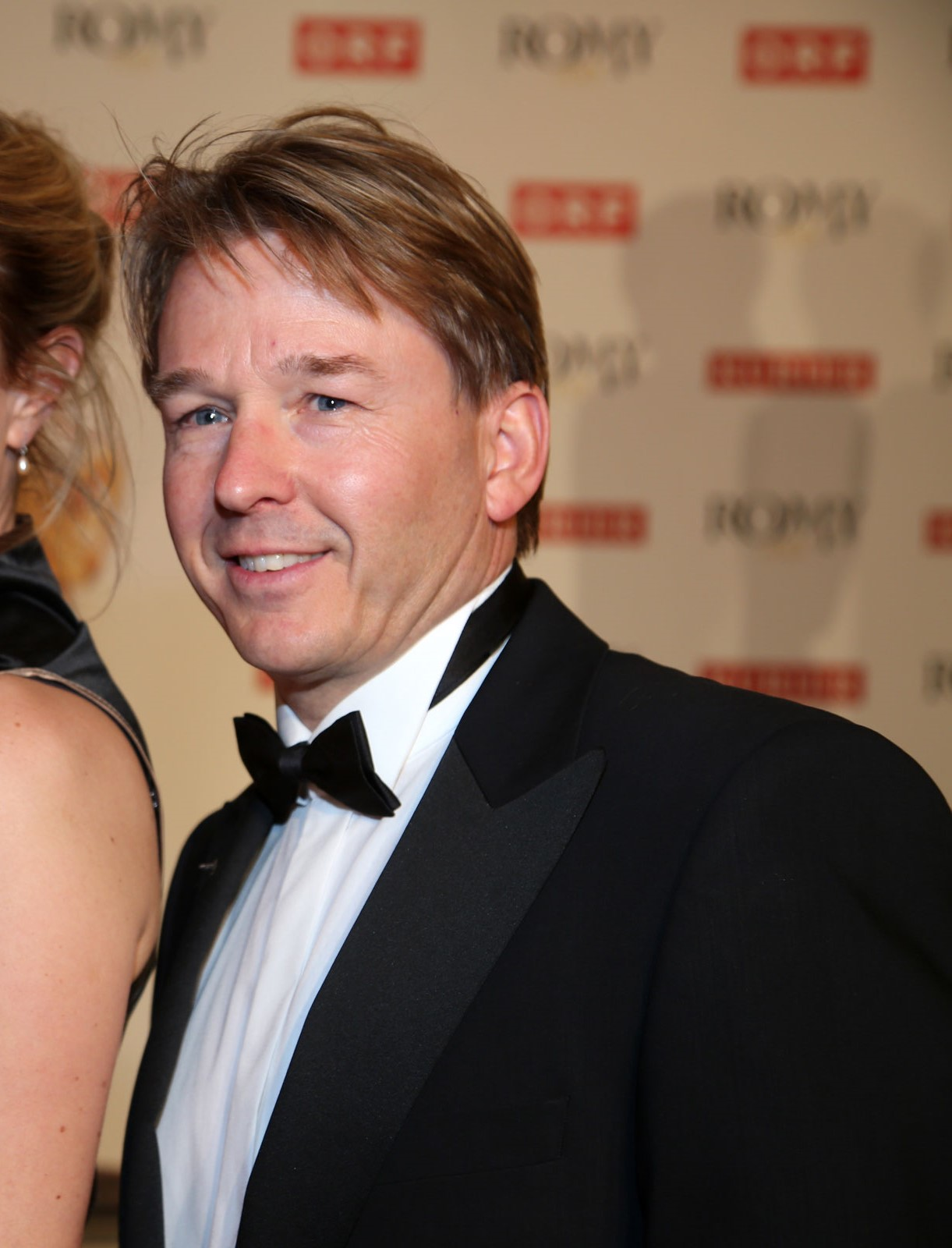
Serge Falck (* 1961)

- Falck, Ursula (1907–1998), deutsche Politikerin (KPD), MdL
- Falck, Wolfgang (1910–2007), deutscher Jagdflieger während des Zweiten Weltkriegs
- Falck, Wolfgang (1925–2021), deutscher Politiker (SRP), MdL, und Manager
- Falcke, August (1872–1930), deutscher Maler
- Falcke, Ernst Friedrich Hektor (1751–1809), Bürgermeister von Hannover
- Falcke, Friedrich-Karl (* 1921), deutscher Ingenieur und Manager
- Falcke, Georg Friedrich von (1783–1850), deutscher Jurist
- Falcke, George (1891–1979), dänischer Turner
- Falcke, Heino (* 1929), deutscher evangelischer Theologe
- Falcke, Heino (* 1966), deutscher AstronomHeino Falcke (* 1966)

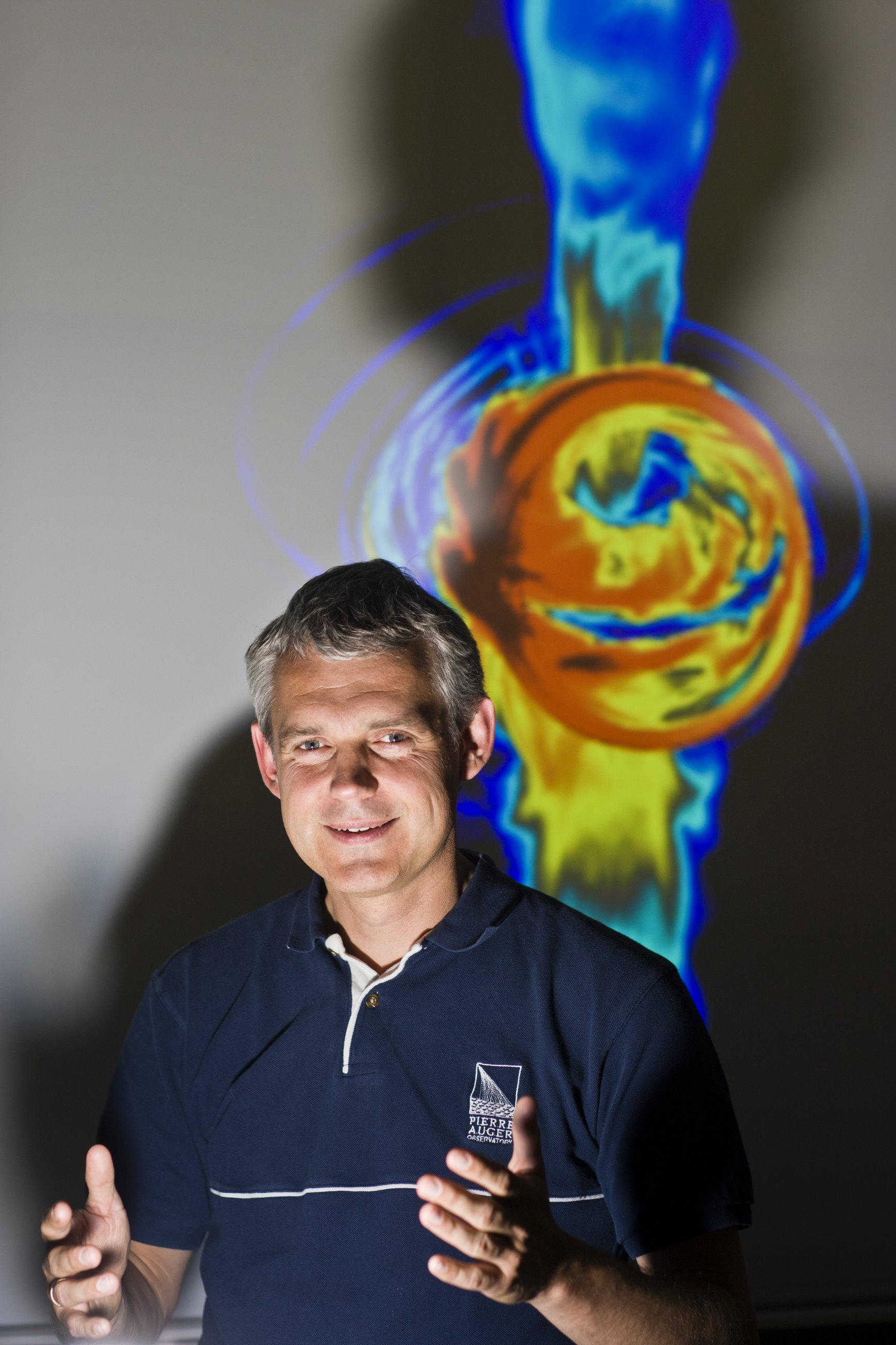
Heino Falcke (* 1966)

- Falcke, Hermann († 1530), Bürgermeister der Hansestadt Lübeck
- Falcke, Johann Philipp Conrad (1724–1805), deutscher Jurist
- Falcke, Karl (1857–1914), sächsischer Generalmajor
- Falckenberg, August (1823–1887), deutscher Rittergutsbesitzer und Politiker (NLP), MdR
- Falckenberg, Bettina (1926–2020), deutsche Schauspielerin, Pantomimin und Autorin
- Falckenberg, Christian Friedrich († 1745), dänischer Maler in Danzig
- Falckenberg, Gina (1907–1996), deutsche Schauspielerin
- Falckenberg, Günther (1879–1963), deutscher Physiker
- Falckenberg, Harald (1943–2023), deutscher Jurist und Kunstsammler
- Falckenberg, Heinrich (1771–1845), Verwaltungsbeamter und Ehrenbürger Berlins
- Falckenberg, Otto (1873–1947), deutscher Regisseur, Theaterleiter und SchriftstellerOtto Falckenberg (1873–1947)

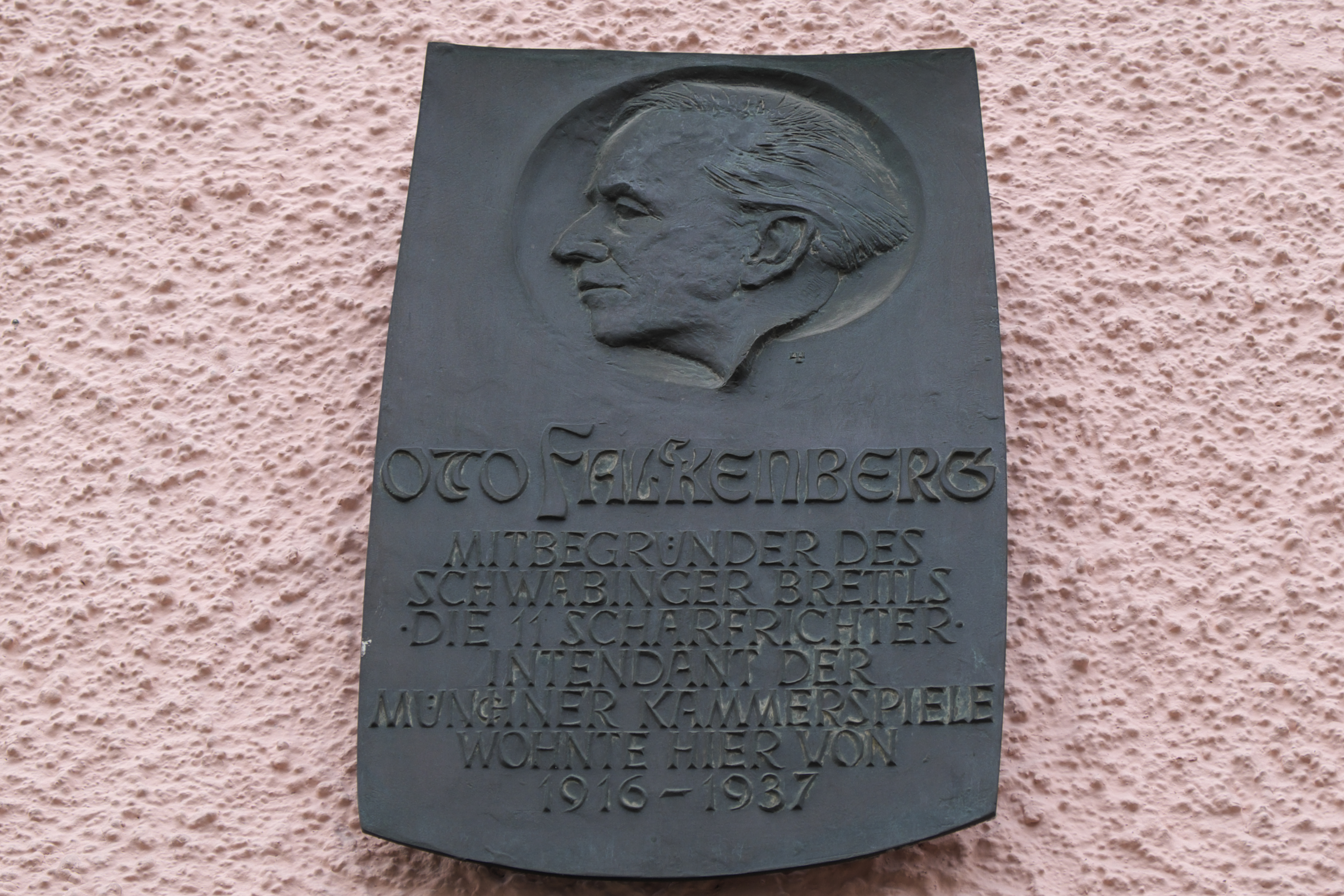
Otto Falckenberg (1873–1947)

- Falckenberg, Richard (1851–1920), deutscher Philosophiehistoriker
- Falckenberg, Robert (1889–1944), deutscher Jurist und Richter am Volksgerichtshof
- Falckener, Erhart, bayerischer Meister der Schreinerei und der Flachschnitttechnik
- Falckenhagen, Adam (1697–1754), deutscher Lautenist und Komponist
- Falckenhagen, Johann Friedrich (1752–1823), deutscher Orgelbauer in Berlin
- Falckenhayn, Carl George Ferdinand von (1749–1823), preußischer Gutsherr und Landrat
- Falckenhayn, Hans Wolff von (1719–1775), preußischer Landrat
- Falckenheiner, Wilhelm (1858–1932), deutscher Bibliothekar
- Falckner, Albert (1815–1892), Landtagsabgeordneter
- Falckner, Johann Christoph (1629–1681), deutscher Rechtswissenschaftler
- Falckner, Johann Friedrich (1642–1703), sächsischer Jurist und Bürgermeister von Leipzig
- Falckner, Johann Ludwig (1787–1832), Schweizer Chemiker, Mediziner und Apotheker
- Falckner, Johanna (* 1982), deutsche Schauspielerin
- Falckner, Justus (1672–1723), erster lutherischer Pastor, der in Amerika ordiniert wurde
- Falco (1957–1998), österreichischer MusikerFalco (1957–1998)

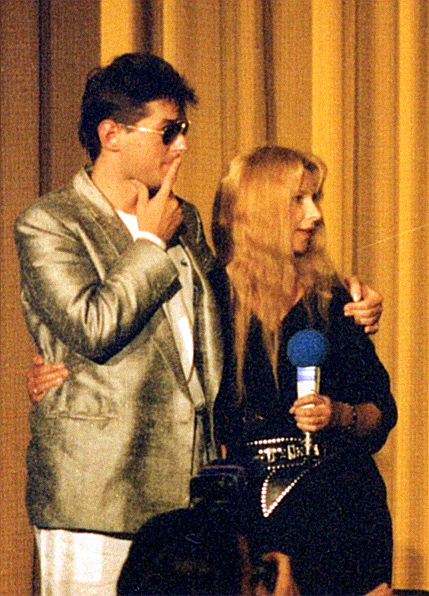
Falco (1957–1998)

- Falco von Benevent, Notar, Richter und Historiograph
- Falco, Albert (1927–2012), französischer Taucher
- Falco, Edie (* 1963), US-amerikanische Schauspielerin
- Falco, Ennio (* 1968), italienischer Sportschütze
- Falco, Ferdinand (1879–1948), deutscher Industriechemiker
- Falco, Mark (* 1960), englischer Fußballspieler und -trainer
- Falco, Robert (1882–1960), französischer Richter in den Nürnberger Prozessen
- Falco, Rubens de (1931–2008), brasilianischer Schauspieler
- Falco, Tav (* 1945), amerikanischer Psychobilly-Musiker
- Falcón Briceño, Marcos (1907–1998), venezolanischer Diplomat und Politiker
- Falcón, Ada (1905–2002), argentinische Tango-Sängerin und Filmschauspielerin der 1920er- und 1930er-Jahre
- Falcón, Adhelma (1903–2003), argentinische Tangosängerin
- Falcon, André (1924–2009), französischer Schauspieler
- Falcon, Andrea (* 1965), italienischer Philosophiehistoriker
- Falcon, Cornélie (1814–1897), französische Opernsängerin (Sopran)
- Falcón, Gonzalo (* 1996), uruguayischer Fußballspieler
- Falcón, Irene (1907–1999), spanische Journalistin
- Falcón, Ismael (* 1985), spanischer Fußballtorhüter
- Falcón, Jorge (1949–1987), argentinischer Tangosänger
- Falcón, Juan, argentinischer Fußballspieler
- Falcón, Juan Crisóstomo (1820–1870), venezolanischer Präsident
- Falcon, Leya (* 1988), US-amerikanische Pornodarstellerin
- Falcon, Marvin (1935–2022), US-amerikanischer klassischer und Jazzgitarrist (auch Gesang)
- Falcón, Maximiliano (* 1997), uruguayischer Fußballspieler
- Falcon, Micheal, nigerianischer Fußballspieler
- Falcon, Minerva Jean, philippinische Diplomatin
- Falcon, Pierre (1793–1876), kanadischer Dichter und Sänger
- Falcón, Rodolfo (* 1972), kubanischer Schwimmer
- Falcón, Sergio (* 1998), uruguayischer Fußballspieler
- Falcón, Veronica (* 1966), mexikanische Schauspielerin und Choreografin
- Falcón, Víctor Torres, peruanischer Polizist und Politiker
- Falcón, Yael (* 1988), argentinischer Fußballschiedsrichter
- Falcón, Yosvany (* 1979), kubanischer Radrennfahrer
- Falcone, Aniello (* 1607), italienischer Maler und Kupferstecher
- Falcone, Ben (* 1973), US-amerikanischer Schauspieler, Comedian, Filmregisseur, Drehbuchautor und Filmproduzent
- Falcone, Bernardo (1620–1696), schweiz-italienischer Bildhauer des Frühbarocks
- Falcone, Carlo (* 1954), antiguanischer Regattasegler
- Falcone, Giovanni (1939–1992), italienischer Jurist und RichterGiovanni Falcone (1939–1992)

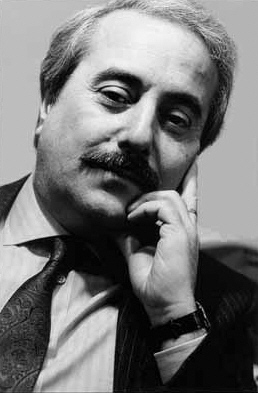
Giovanni Falcone (1939–1992)

- Falcone, Giulio (* 1974), italienischer Fußballspieler
- Falcone, Vincent (* 2003), französischer Motorradrennfahrer
- Falconer, Ben (* 1980), neuseeländisch-US-amerikanischer Biathlet und Skilangläufer
- Falconer, Charles, Baron Falconer of Thoroton (* 1951), britischer Jurist
- Falconer, Colin (* 1953), britischer Schriftsteller und Journalist
- Falconer, Daniel, neuseeländischer Designer und Illustrator
- Falconer, Hugh (1808–1865), schottischer Paläontologe, Botaniker und Geologe
- Falconer, Ian (1959–2023), US-amerikanischer Bühnenbildner, Designer sowie Kinderbuch-Autor und -illustrator
- Falconer, Jacob (1869–1928), US-amerikanischer Politiker
- Falconer, Kenneth J. (* 1952), britischer Mathematiker
- Falconer, William (* 1732), schottischer Dichter
- Falcones, Ildefonso (* 1959), spanischer Jurist und SchriftstellerIldefonso Falcones (* 1959)

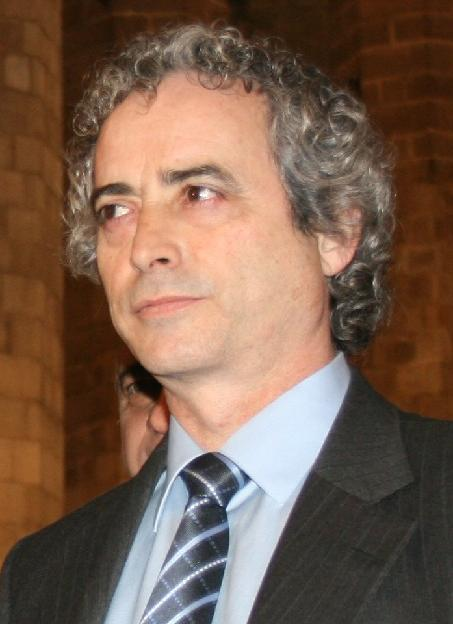
Ildefonso Falcones (* 1959)

- Falconet, Étienne-Maurice (1716–1791), französischer Bildhauer
- Falconetti, Renée (1892–1946), französische Schauspielerin
- Falconetto, Giovanni Maria, italienischer Maler, Bühnenbildner und Architekt
- Falconí Aramburú, Carlos (1937–2022), peruanischer Dichter, Liedermacher, Sänger, Gitarrist, Komponist und Sammler traditioneller Lieder
- Falconi, Dino (1902–1990), italienischer Komödienautor, Drehbuchautor und Filmregisseur
- Falconí, Fander (* 1962), ecuadorianischer Politiker und Wirtschaftswissenschaftler
- Falconi, Giovanni Battista († 1660), italienischer Bildhauer und Stuckateur des Barocks
- Falconi, Irina (* 1990), US-amerikanische Tennisspielerin
- Falconi, María Inés (* 1954), argentinische Autorin und Lehrerin
- Falconieri Mellini, Chiarissimo (1794–1859), italienischer Kardinal
- Falconieri, Andrea († 1656), italienischer Barock-Komponist
- Falconieri, Lelio (1585–1648), Kardinal der Römischen Kirche
- Falconio, Diomede (1842–1917), italienischer Geistlicher, Erzbischof und Kardinal der römisch-katholischen Kirche
- Falconissa, Cornelius, Geistlicher
- Falconnier, Gustave (1845–1913), Schweizer Architekt und Präfekt
- Falconnier, Isabelle (* 1970), Schweizer Literaturkritikerin
- Falconnier, Nathan (* 2003), französischer Fußballspieler
- Falcucci, Franca (1926–2014), italienische Politikerin

### Fald
- Falda, Giovanni Battista (1643–1678), italienischer Zeichner, Kupferstecher und Drucker
- Faldbakken, Knut (* 1941), norwegischer Schriftsteller
- Faldbakken, Matias (* 1973), norwegischer Schriftsteller und bildender Künstler
- Faldella, Emilio (1897–1975), italienischer General
- Falderbaum, Albert (1913–1961), deutscher Kunstflieger
- Faldo, Nick (* 1957), englischer GolfsportlerNick Faldo (* 1957)

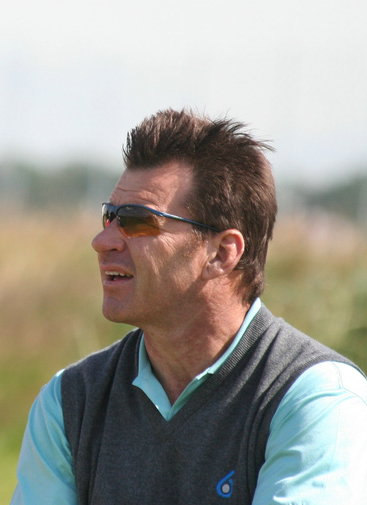
Nick Faldo (* 1957)

- Faldoni, Giovanni Antonio (* 1689), italienischer Kupferstecher und Maler
- Faldum, Gábor (* 1988), ungarischer Triathlet
- Falduto, Antonio, italienischer Filmregisseur und Drehbuchautor
- Faldyna, Petr (* 1976), tschechischer Fußballspieler

### Fale
- Falé, Miguel (* 2004), portugiesischer Fußballspieler
- Faleao, Roselyn (* 2000), amerikanisch-samoanische Beachhandballspielerin
- Falefou, Tapugao (* 1968), tuvaluischer Beamter und Diplomat
- Faleiro, Rui, portugiesischer Astronom und Kartograph
- Falej, Aljona (* 2004), belarussische Tennisspielerin
- Falejew, Nikolai Grigorjewitsch (1859–1933), russisch-sowjetischer Architekt und Hochschullehrer
- Falejewa, Anastassija Alexandrowna (* 2000), russische Skilangläuferin
- Faleński, Felicjan (1825–1910), polnischer Schriftsteller
- Faleomavaega, Eni (1943–2017), US-amerikanischer Politiker (Demokratische Partei), nicht stimmberechtigter Delegierter im Repräsentantenhaus
- Falero, José Luis (* 1966), uruguayischer Politiker
- Falero, Luis Ricardo (1851–1896), spanischer MalerLuis Ricardo Falero (1851–1896)

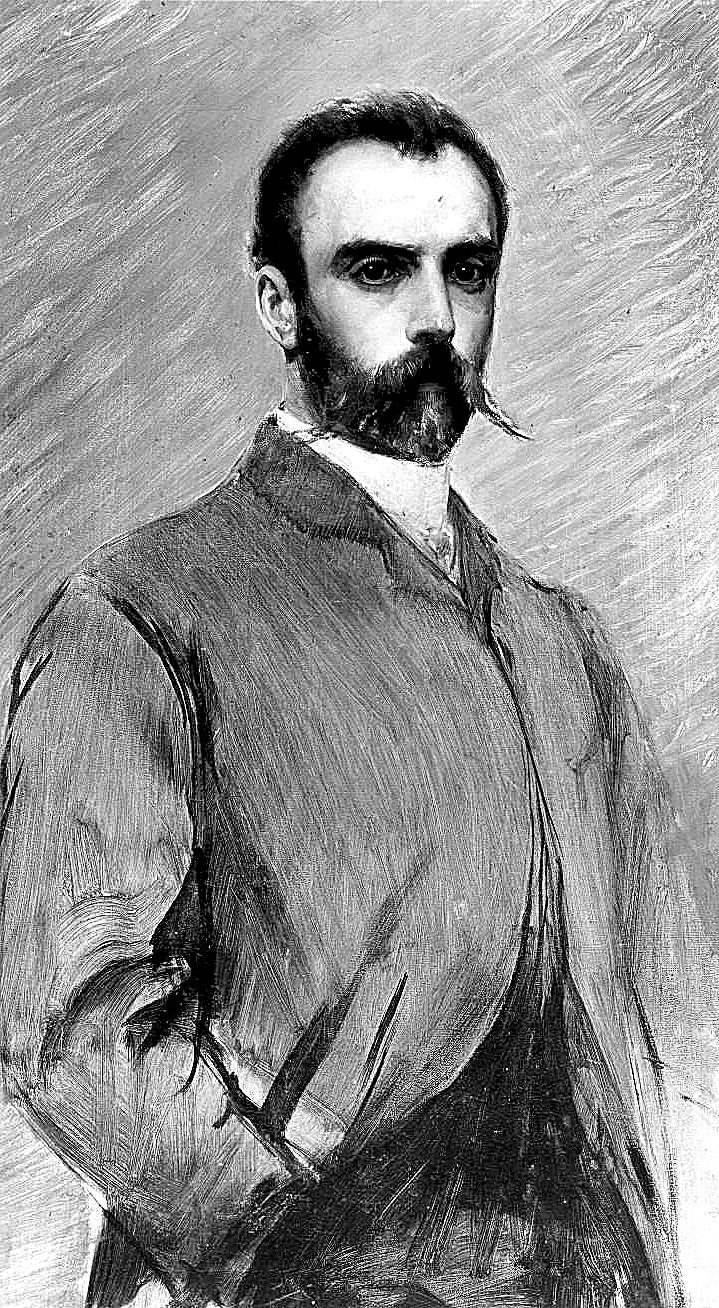
Luis Ricardo Falero (1851–1896)

- Faletar, Filip (* 1995), kroatisch-österreichischer Fußballspieler
- Faletau, Kuli (* 1963), tongaischer Rugby-Union-Spieler
- Faletau, Taulupe (* 1990), tongaisch-walisischer Rugby-Union-Spieler
- Falete (* 1978), spanischer Flamenco-Sänger
- Faletic, Dana (* 1977), australische Ruderin
- Faletro, Benedictus († 1207), Patriarch von Grado (1201–1207)
- Falette, Simon (* 1992), französisch-guineischer Fußballspieler
- Faletti, Giorgio (1950–2014), italienischer Autor, Moderator und Komponist
- Faletto, Javiera (* 1991), chilenische Mittelstreckenläuferin
- Falewicz, Magdalena (* 1946), polnische Opernsängerin (Sopran)
- Faleye, Sunday (* 1998), nigerianischer Fußballspieler

### Falf
- Falfán, Daiana (* 2000), argentinische Fußballspielerin
- Falfus, Jacek (* 1951), polnischer Politiker, Mitglied des Sejm

### Falg
- Falgar, Erika († 1933), Operettensängerin und Schauspielerin
- Falgás, Andrés (1916–1995), argentinischer Tangosänger und -komponist
- Falger, Johann Anton (1791–1876), österreichischer Lithograph, Maler und HeimatforscherJohann Anton Falger (1791–1876)

Johann Anton Falger (1791–1876)

- Falger, Nikolaus (1888–1960), österreichischer Politiker (CSP), Abgeordneter zum Nationalrat
- Falgoux, Rémy (* 1996), französischer Skirennläufer
- Falgren, Bjarke (* 1979), dänischer Jazz- und Folkmusiker (Geige, Komposition)
- Falguera i Sivilla, Antoni de (1876–1947), spanischer Architekt des katalanischen Modernismus
- Falguière, Alexandre (1831–1900), französischer Maler und Bildhauer

### Fali
- Falier, Giovanni, italienischer Medailleur
- Falier, Marino († 1355), Doge von Venedig
- Falier, Ordelaffo († 1118), Doge von Venedig (1102–1118)
- Falier, Vitale († 1096), Doge von Venedig
- Faliès, Jean-Pierre Victor (1849–1901), französischer Maler
- Falik, Juri Alexandrowitsch (1936–2009), russischer Komponist
- Falil, Abdellah (* 1976), marokkanischer Langstreckenläufer
- Falimaua, Soe (* 1978), amerikanisch-samoanischer Fußballspieler
- Falin, Juri Pawlowitsch (1937–2003), russischer Fußballspieler
- Falin, Walentin Michailowitsch (1926–2018), sowjetischer Diplomat und Buchautor
- Falinski, Lars (* 1983), deutscher Synchronsprecher, Dialogbuchautor und Synchronregisseur

### Falk
- Falk, Adalbert (1827–1900), preußischer Kultusminister und Präsident des Oberlandesgerichts Hamm, MdRAdalbert Falk (1827–1900)

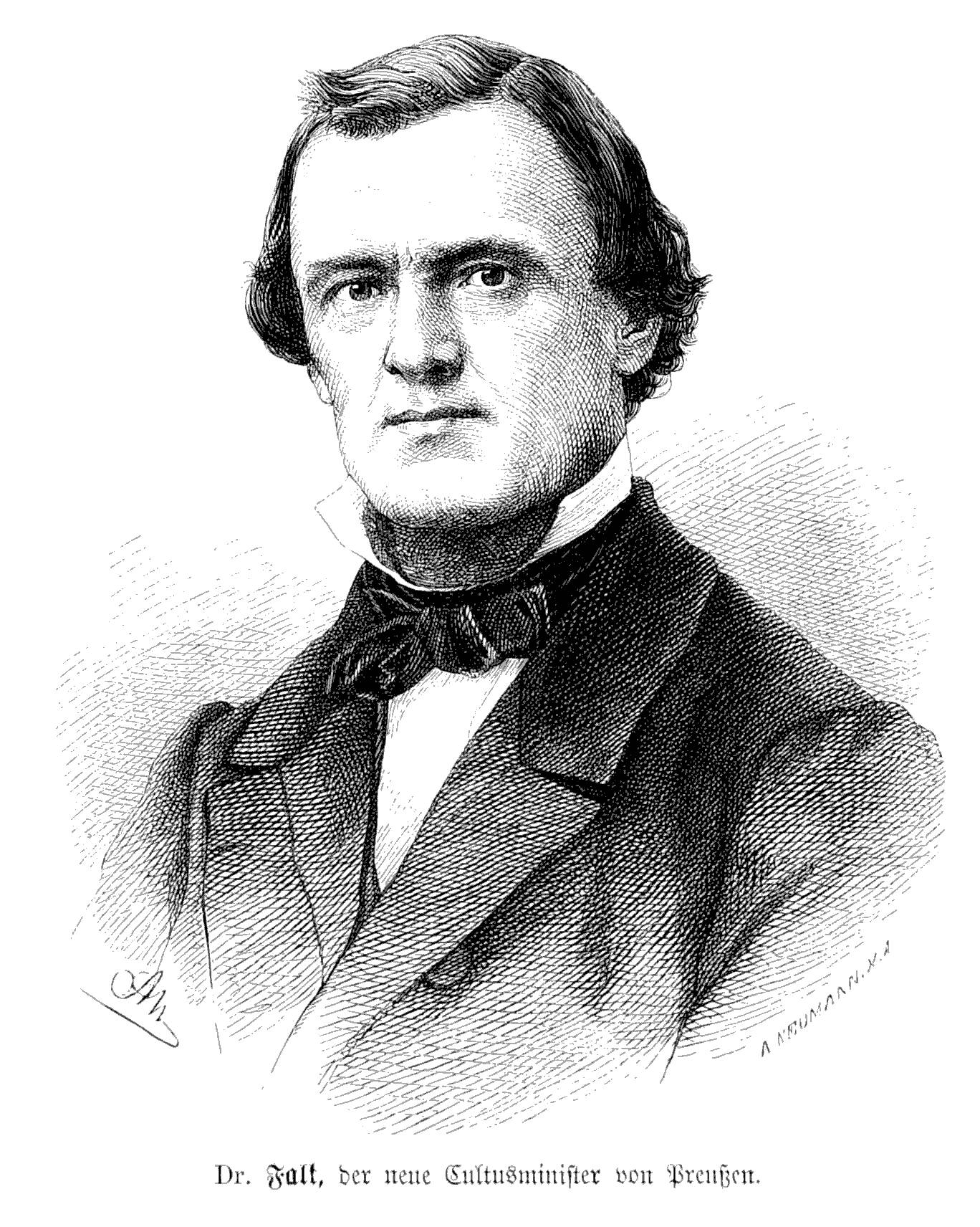
Adalbert Falk (1827–1900)

- Falk, Adalbert von (1856–1944), preußischer General der Infanterie
- Falk, Alana (* 1980), deutsche Romanautorin
- Falk, Albert (* 1882), deutscher Politiker (DVP)
- Falk, Alexander (1805–1887), deutscher Lehrer und Politiker
- Falk, Alexander (* 1967), österreichischer Unternehmer
- Falk, Alexander (* 1969), deutscher Unternehmer und Verlagserbe
- Falk, Alexander (* 1997), deutscher Handballspieler
- Falk, Alfred (1896–1951), deutscher Pazifist
- Falk, Allison (* 1987), US-amerikanische Fußballspielerin
- Falk, Andreas (* 1983), schwedischer Eishockeyspieler
- Falk, Ann Mari (1916–1988), schwedische Kinder- und Jugendbuchautorin, Übersetzerin
- Falk, Armin (* 1968), deutscher Ökonom
- Falk, Avner (* 1943), israelischer klinischer Psychologe und Autor
- Falk, Beatrice (1873–1917), englisch-britische Krankenschwester
- Falk, Bernhard (1867–1944), Kölner Rechtsanwalt, Justizrat und deutscher Politiker der DDP
- Falk, Bernhard (* 1948), deutscher Polizist und Vizepräsident des BKA
- Falk, Bernhard (* 1967), deutscher Islamist und linksextremistischer TerroristBernhard Falk (* 1967)

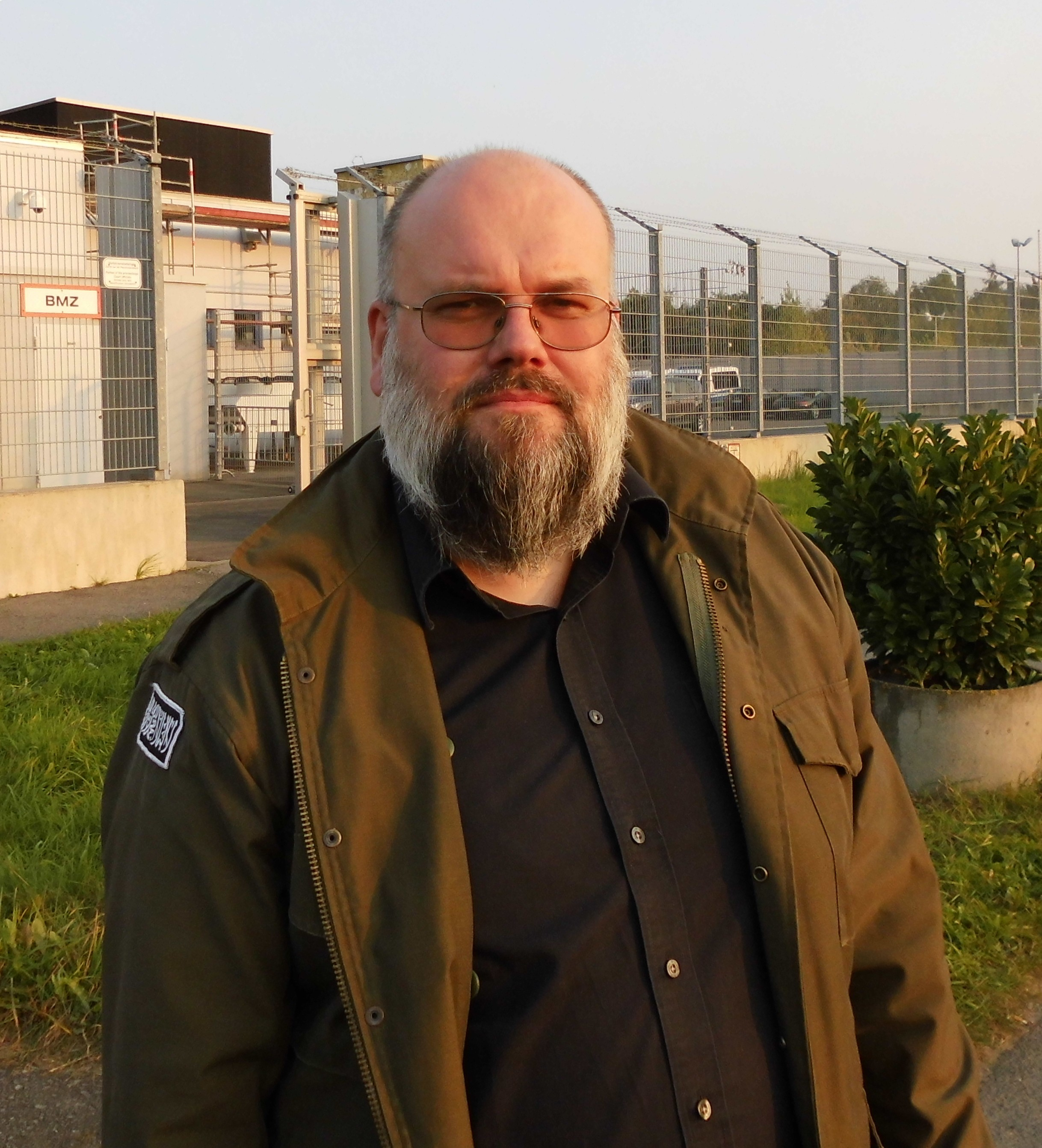
Bernhard Falk (* 1967)

- Falk, Bettina (* 1981), dänische Fußballspielerin
- Falk, Birgitta (* 1961), deutsche Kunsthistorikerin
- Falk, Carl (* 1980), schwedischer Musikproduzent und Songwriter
- Falk, Chaim Samuel Jakob (1708–1782), Rabbiner, Ba’al Schem, Kabbalist und Alchemist
- Falk, Christian (* 1987), österreichischer Fußballspieler
- Falk, Christine (* 1962), deutsche Malerin
- Falk, Christine (* 1966), deutsche Biologin und Hochschullehrerin
- Falk, Daniel (1898–1990), österreichischer Orchestermusiker (Geige)
- Falk, Dean (* 1944), US-amerikanische Anthropologin
- Falk, Dieter (1930–2021), deutscher Motorradrennfahrer
- Falk, Dieter (* 1959), deutscher Musikproduzent, Keyboarder, Arrangeur und KomponistDieter Falk (* 1959)

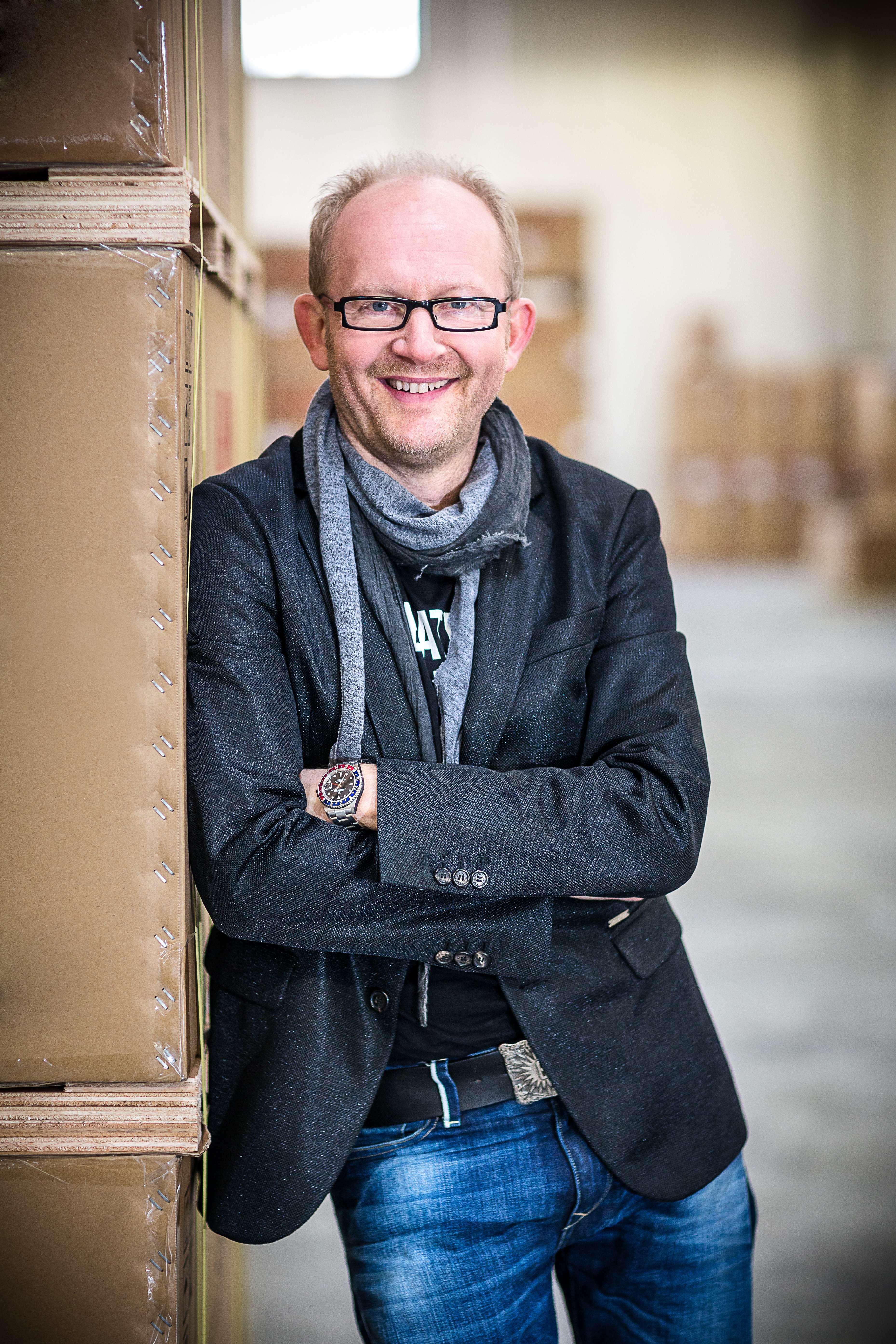
Dieter Falk (* 1959)

- Falk, Dietlind (* 1985), deutsche literarische Übersetzerin
- Falk, Ekkehard (1959–2022), deutscher Polizist und Polizeipräsident von Konstanz
- Falk, Else (1872–1956), deutsche Frauenrechtlerin und Sozialpolitikerin in der Weimarer Republik
- Falk, Ernst (1914–1994), deutscher Politiker (FDP), MdL
- Falk, Feliks (* 1941), polnischer Filmregisseur
- Falk, Felix (* 1979), deutscher Jazzmusiker
- Falk, Franz (1840–1909), katholischer Pfarrer, Bistumsarchivar und Kirchenhistoriker in Mainz
- Falk, Friedrich (1840–1893), deutscher Rechtsmediziner
- Falk, Georg D. (* 1949), deutscher Jurist, Richter am Oberlandesgericht Frankfurt am Main und Verfassungsrichter
- Falk, Gerhard (1922–1978), deutscher Kartograf und Verleger
- Falk, Gottfried (1922–1991), deutscher Physiker
- Falk, Gunter (1942–1983), österreichischer Soziologe und Schriftsteller
- Falk, Hanna (* 1989), schwedische Skilangläuferin
- Falk, Hans (1918–2002), Schweizer Künstler und Grafiker
- Falk, Harry (* 1947), deutscher Indologe und Hochschullehrer
- Falk, Heinz (* 1939), österreichischer Chemiker
- Falk, Herbert (1924–2008), deutscher Pharma-Unternehmer
- Falk, Herbert (1929–1994), deutscher Politiker (CSU), MdL
- Falk, Hildegard (* 1941), deutsche Politikerin (SPD), MdL
- Falk, Hjalmar (1859–1928), norwegischer Linguist und Philologe der Germanistik und Nordistik
- Falk, Holger, deutscher Opern- und Liedsänger (Bariton)
- Falk, Horst (* 1970), deutscher Politiker (CDU), MdL
- Falk, Ilse (1943–2024), deutsche Politikerin (CDU), MdB
- Falk, Jakob († 1528), Täufermärtyrer
- Falk, Jakob Jehoschua (1680–1756), Oberrabbiner von Frankfurt am Main und Lemberg
- Falk, Jean (1850–1930), deutscher Handwerksfunktionär und Abgeordneter
- Falk, Jehoschua (1555–1614), Talmudist und Halachist
- Falk, Jennifer (* 1993), schwedische FußballtorhüterinJennifer Falk (* 1993)

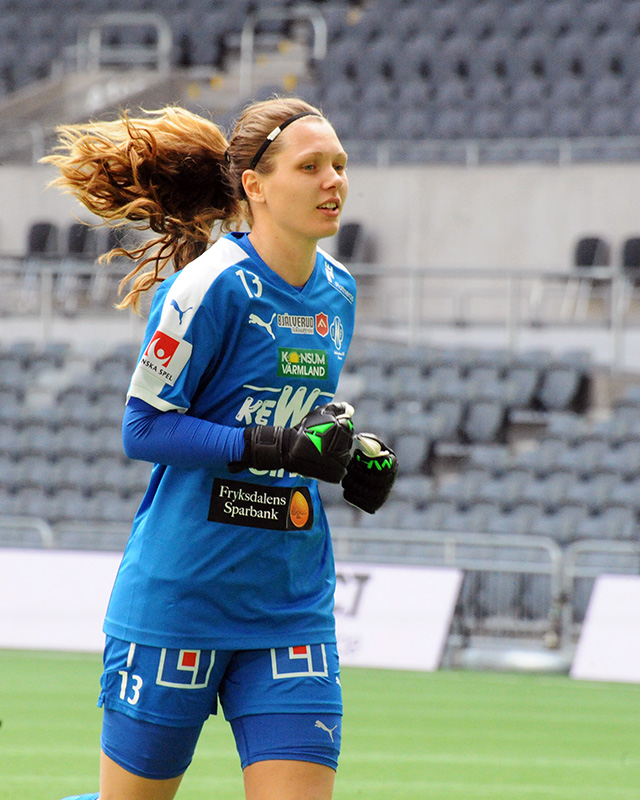
Jennifer Falk (* 1993)

- Falk, Johann (1825–1905), deutscher Politiker (Zentrum), Verlagsgründer
- Falk, Johannes (* 1977), deutscher Komponist und Sänger
- Falk, Johannes Daniel (1768–1826), deutscher Theologe und SchriftstellerJohannes Daniel Falk (1768–1826)

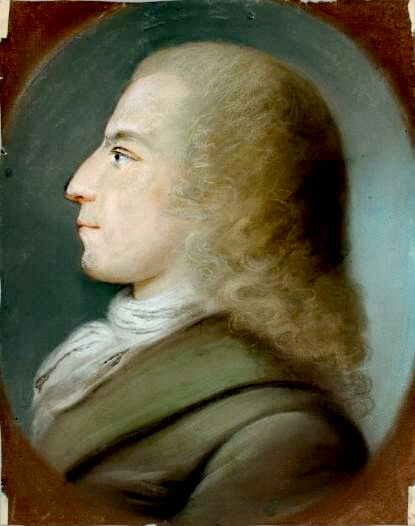
Johannes Daniel Falk (1768–1826)

- Falk, Johannes Nepomuk Maria (1882–1964), deutscher Jurist, Oberbürgermeister der Stadt Bonn (1922–1931)
- Falk, Justin (* 1988), kanadischer Eishockeyspieler, -trainer, -funktionär und -scout
- Falk, Kurt (1933–2005), österreichischer Zeitungsverleger
- Falk, Lee (1911–1999), US-amerikanischer Comicautor und -zeichner
- Falk, Lilli (* 2009), deutsche Kinderdarstellerin
- Falk, Lisanne (* 1964), US-amerikanische Schauspielerin
- Falk, Liv-Lilith (* 2007), österreichische Fußballspielerin
- Falk, Louis (* 1935), US-amerikanischer anglikanischer Erzbischof
- Falk, Lucy (1889–1968), deutsche Lehrerin und Schriftstellerin
- Falk, Madeleine, schwedische Schauspielerin, Akrobatin und Ballerina
- Falk, Marcel (* 1977), deutscher Politiker (SPD), MdL
- Falk, Martha (* 1888), deutsche Politikerin (SPD)
- Falk, Martin (* 1995), schwedischer Fußballtrainer
- Falk, Maximilian (1828–1908), ungarischer Publizist und Politiker
- Falk, Minna (1874–1938), deutsche Schriftstellerin
- Falk, Monique, deutsche Schlagertexterin
- Falk, Nichlas (* 1971), schwedischer Eishockeyspieler und -trainer
- Falk, Norbert (1870–1932), österreichisch-deutscher Drehbuchautor und Journalist
- Falk, Patrick (* 1974), deutscher Basketballspieler
- Falk, Patrick (* 1980), deutscher Fußballspieler und -trainer
- Falk, Paul (1894–1974), schwedischer Romanist
- Falk, Paul (1921–2017), deutscher Eiskunstläufer
- Falk, Paul (* 1996), deutscher Musicalsänger, Schauspieler und Synchronsprecher
- Falk, Peter (1896–1974), namibischer Bürgermeister und Flugpionier
- Falk, Peter (1927–2011), US-amerikanischer Schauspieler und FilmproduzentPeter Falk (1927–2011)

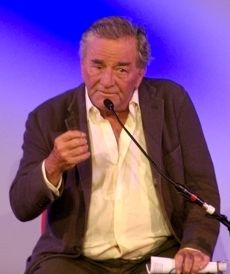
Peter Falk (1927–2011)

- Falk, Peter (* 1932), deutscher Ingenieur
- Falk, Peter (* 1937), deutscher Dirigent
- Falk, Petra (* 1949), deutsche Malerin
- Falk, Rafail Alexandrowitsch (1856–1913), russischer Schachspieler
- Falk, Rasmus (* 1992), dänischer Fußballspieler
- Falk, Richard A. (* 1930), US-amerikanischer Jurist, Hochschullehrer und UN-Beauftragter des Menschenrechtsrates für die Palästinensischen Gebiete
- Falk, Rita (* 1964), deutsche AutorinRita Falk (* 1964)

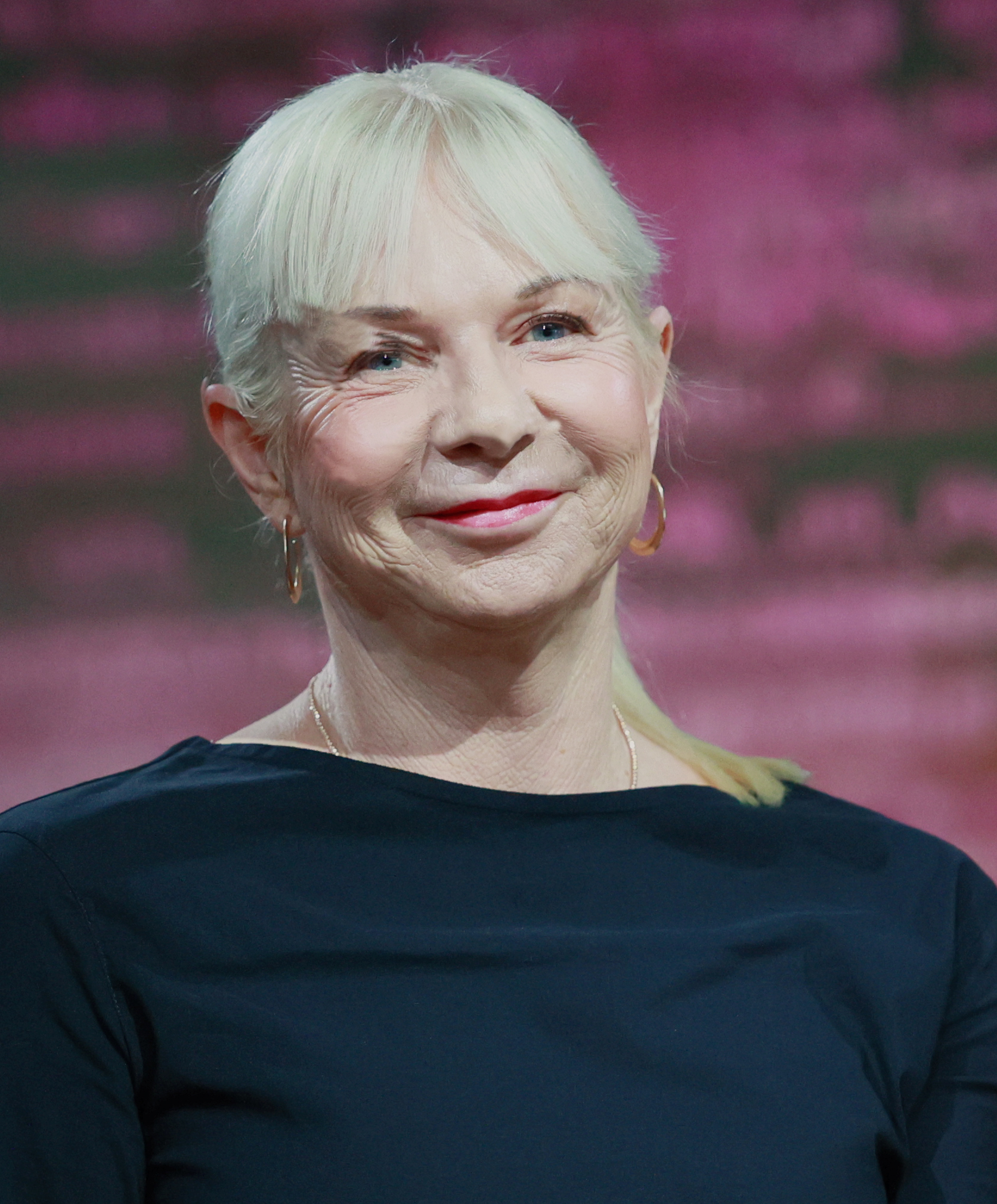
Rita Falk (* 1964)

- Falk, Robert Rafailowitsch (1886–1958), russischer Maler
- Falk, Rosalie (1803–1879), deutsche Schriftstellerin und Pädagogin
- Falk, Rossella (1926–2013), italienische Theater- und Filmschauspielerin
- Falk, Siegfried (1874–1941), deutscher Bankier
- Falk, Sigurd (1921–2016), deutscher Mathematiker und Bauingenieur
- Falk, Sonja (1904–1968), deutsche Kunstmalerin
- Falk, Susanne (* 1976), deutsche Schriftstellerin
- Falk, Suzy (1922–2015), deutsch-belgische Schauspielerin
- Falk, Thibault (* 1972), französischer Jazzmusiker (Piano, Komposition)
- Falk, Thomas (* 1979), deutscher Unternehmer und Investor
- Falk, Ulrich (* 1957), deutscher Rechtswissenschaftler und Hochschullehrer
- Falk, Volkmar (* 1965), deutscher Herzchirurg und Hochschullehrer
- Falk, Walter (1895–1963), deutscher Theaterintendant
- Falk, Walter (1924–2000), deutscher Literaturwissenschaftler
- Falk, Waltraud (1930–2015), deutsche Wirtschaftswissenschaftlerin und Hochschullehrerin
- Falk, Werner (1911–1986), deutscher Bühnendichter, Lyriker und Privat-Musiklehrer
- Falk, Werner D. (1906–1991), deutsch-amerikanischer Soziologe und Philosoph
- Falk, Wilhelm (1898–1961), deutscher Fußballspieler
- Falk, Wilhelm (1909–1970), deutscher Politiker (LDP/FDP), LDP-Vorsitzender in Brandenburg
- Falk, Zsigmond (1870–1935), ungarischer Schriftsteller und Redakteur
- Falk-Larssen, Rolf (* 1960), norwegischer Eisschnellläufer
- Falk-Olander, Marcus (* 1987), schwedischer Fußballspieler

#### Falka
- Falkai, Peter (* 1961), deutscher Psychiater, Psychotherapeut, Professor und Autor
- Falkanger, Torbjørn (1927–2013), norwegischer Skispringer

#### Falkb
- Falkbeer, Ernst (1819–1885), österreichischer Schachmeister
- Falkberget, Johan (1879–1967), norwegischer Schriftsteller

#### Falke
- Falke von Lilienstein, Amalie (1868–1956), österreichische Schriftstellerin und Übersetzerin
- Falke von Lilienstein, Gisela (* 1871), österreichische Designerin und Keramikerin
- Falke von Lilienstein, Hans (1862–1932), österreichischer Schriftsteller und Jurist
- Falke, Adolf (1888–1958), deutscher Architekt, Zeichner, Designer, Bühnenbildner und Kommunalpolitiker
- Falke, Albert (1922–2010), deutscher Unternehmer und Politiker (CDU), MdL
- Falke, Andreas (* 1952), deutscher Politikwissenschaftler
- Falke, Dietrich (* 1927), deutscher Arzt, Medizinischer Mikrobiologe, Infektiologe und Hochschullehrer
- Falke, Franz (1885–1951), Textilunternehmer
- Falke, Franz (1909–1994), deutscher Politiker (CDU), MdB
- Falke, Friedrich (1871–1948), deutscher Agrarwissenschaftler
- Falke, Gustav (1853–1916), deutscher SchriftstellerGustav Falke (1853–1916)

Gustav Falke (1853–1916)

- Falke, Hermann († 1559), Verwaltungsjurist, Livländischer Kanzler und Lübecker Bürgermeister
- Falke, Hermann (1933–1986), deutscher Maler und Grafiker
- Falke, Horst (1905–1955), deutscher Opernsänger
- Falke, Horst (1909–1994), deutscher Geologe
- Falke, Horst (* 1938), deutscher Fußballtorhüter
- Falke, Jacob von (1825–1897), deutsch-österreichischer Kultur- und Kunsthistoriker
- Falke, Jochen (* 1956), deutscher Fußballspieler
- Falke, Johann Ernst (1805–1880), deutscher Tierarzt
- Falke, Johann Friedrich (1699–1753), deutscher Pfarrer, Historiker und Fälscher
- Falke, Johannes (1823–1876), deutscher Historiker und Archivar
- Falke, Josef (* 1949), deutscher Rechtswissenschaftler
- Falke, Konrad (1880–1942), Schweizer Schriftsteller
- Falke, Kriemhild (1922–1974), deutsche Schauspielerin, Synchron- und Hörspielsprecherin
- Falke, Matthias (* 1970), deutscher Schriftsteller, Herausgeber und Übersetzer
- Falke, Oskar (1827–1883), österreichischer Politiker
- Falke, Otto von (1862–1942), deutscher Kunsthistoriker
- Falke, Paul (1920–1990), deutscher Unternehmer der Textilindustrie und Kommunalpolitiker
- Falke, Rita (1919–2008), deutsche Romanistin
- Falke-Ischinger, Jutta, deutsche Publizistin und Journalistin
- Falkeid, Kolbein (1933–2021), norwegischer Schriftsteller
- Falkeisen, Hieronymus (1758–1838), Schweizer reformierter Theologe
- Falkeisen, Theodor (1631–1671), Schweizer Buchhändler und Verleger
- Falkeisen, Theodor (1768–1814), Schweizer Zeichner, Kupferstecher, Radierer, Kopist und Verleger
- Falken, Cornelia (* 1956), deutsche Politikerin (Die Linke), MdL
- Falken, Herbert (1932–2023), deutscher römisch-katholischer Priester und Zeichner, Maler und DruckgrafikerHerbert Falken (1932–2023)

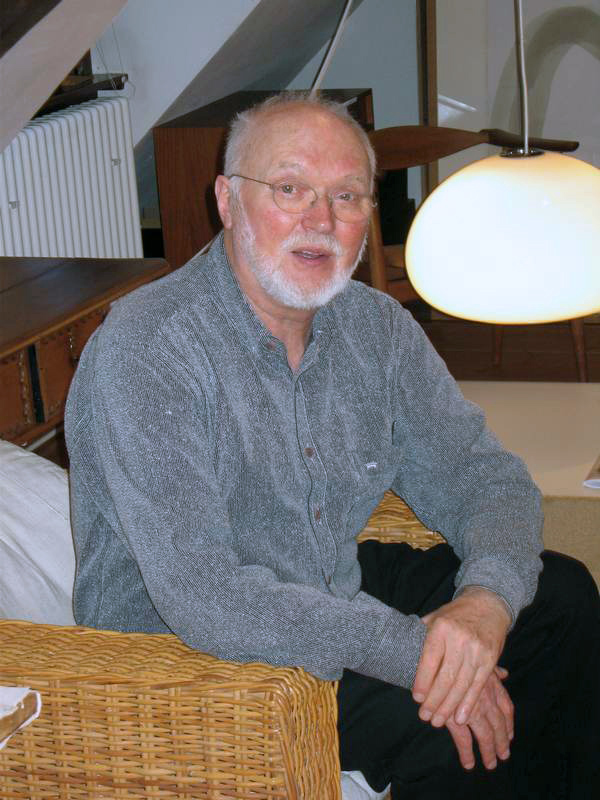
Herbert Falken (1932–2023)

- Falkenau, Günter (1938–2004), deutscher Schauspieler, Regisseur und Hörspielsprecher
- Falkenbach, Uwe, deutscher Schauspieler
- Falkenberg, Albert (1871–1945), deutscher Politiker (SPD), MdR
- Falkenberg, Dietrich von (1580–1631), schwedischer Oberst und Militärkommandant von Magdeburg
- Falkenberg, Erdmuthe (1913–2000), deutsche Juristin und Sozialpolitikerin
- Falkenberg, Gustav (* 1870), deutscher Politiker (DNVP)
- Falkenberg, Hans (1926–2008), deutscher Regionalgeschichtsforscher, Schriftsteller und Unternehmer
- Falkenberg, Heike (* 1961), deutsche Schauspielerin, Theaterregisseurin und -autorin
- Falkenberg, Johannes (* 1963), deutscher Schauspieler
- Falkenberg, Josef (1881–1962), deutscher Jurist und Schriftsteller
- Falkenberg, Karin (* 1969), deutsche Medien- und Wirtschaftshistorikerin
- Falkenberg, Karl (1887–1936), österreichischer Schauspieler
- Falkenberg, Karl (* 1952), deutscher Ökonom
- Falkenberg, Kim (* 1988), deutscher FußballspielerKim Falkenberg (* 1988)

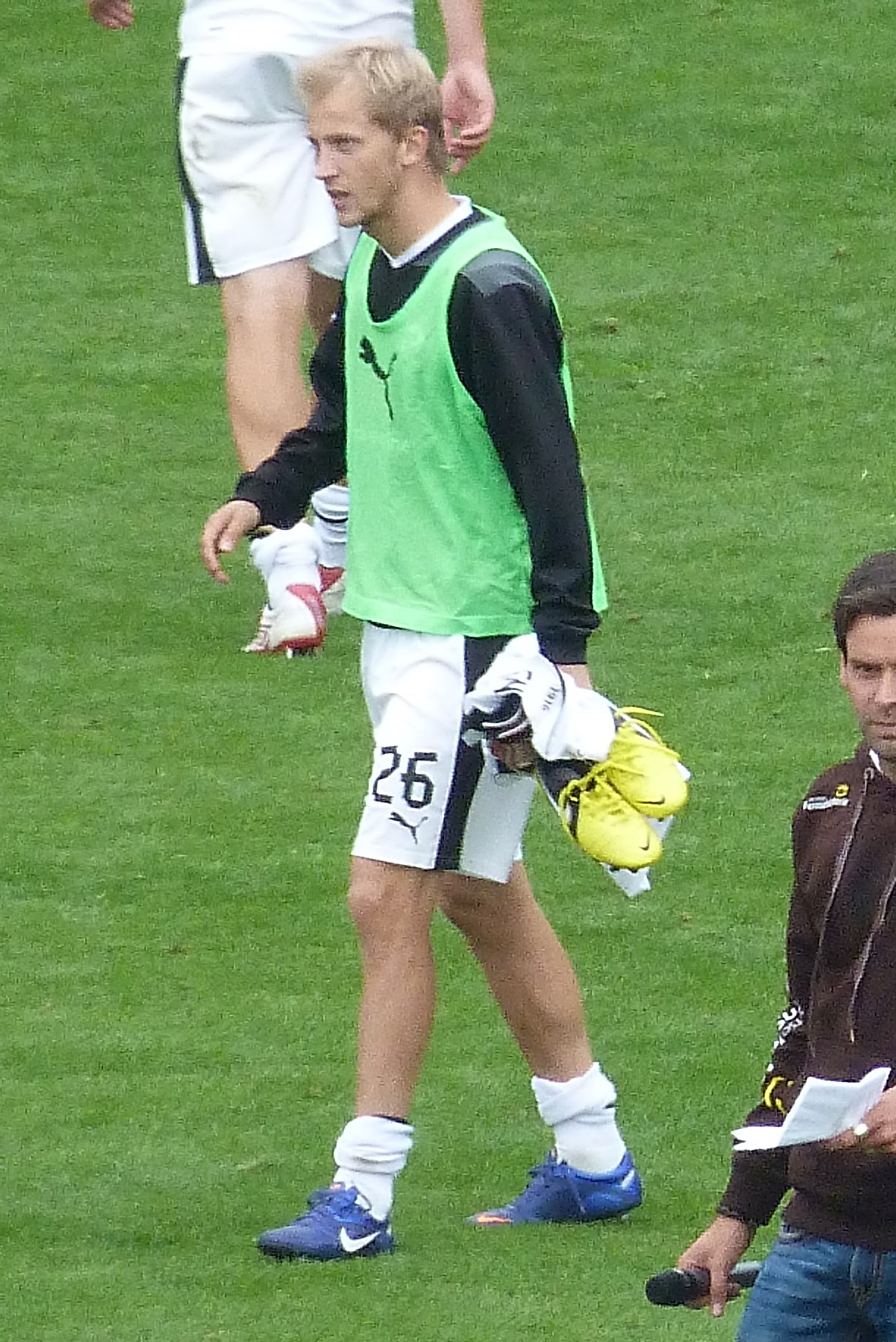
Kim Falkenberg (* 1988)

- Falkenberg, Otto (1885–1977), norwegischer Segler
- Falkenberg, Otto (1902–1985), deutscher Politiker (SED), Wirtschaftsminister
- Falkenberg, Paul (1848–1925), deutscher Botaniker
- Falkenberg, Paul (1903–1986), deutsch-amerikanischer Filmeditor und Dokumentarfilmer
- Falkenberg, Peter († 1956), deutsches Mordopfer
- Falkenberg, Richard (1875–1948), deutscher Landschafts-, Marine-, Interieur- und Stilllebenmaler der Düsseldorfer Schule
- Falkenberg, Richard (* 1875), deutscher Politiker (SPD)
- Falkenberg, Sabine (* 1966), deutsche Schauspielerin, Puppenspielerin und Synchronsprecherin
- Falkenberg, Viola (* 1961), deutsche Journalistin
- Falkenberg, Werner II. von, deutscher Ritter, mainzischer Oberamtmann in Niederhessen, Thüringen und Eichsfeld
- Falkenberg, Willi (1900–1968), deutscher SS-Funktionär und Nachrichtendienstler
- Falkenberg, Zacharias (* 1987), deutscher Komponist, Dirigent und Musiker
- Falkenberg-Liefrinck, Ida (1901–2006), niederländische Innenarchitektin und Designerin
- Falkenburg, Brigitte (* 1953), deutsche Philosophin und Hochschullehrerin
- Falkenburg, Gerhard († 1578), niederländischer Humanist
- Falkenburg, Robert (1926–2022), US-amerikanischer und brasilianischer Tennisspieler
- Falkenburger, Frédéric (1890–1965), Anthropologe und Naturwissenschaftler
- Falkender, Marcia, Baroness Falkender (1932–2019), britische Politikerin
- Falkenfeld, Heinrich Kummer von (1852–1929), österreichisch-ungarischer Offizier, zuletzt General der Kavallerie im Ersten Weltkrieg
- Falkenfeld, Hellmuth (1893–1954), deutscher Philosoph und Hörspielautor
- Falkengren, Annika (* 1962), schwedische Bankmanagerin
- Falkenhagen, Hans (1895–1971), deutscher Physiker und Mitbegründer der Elektrolyttheorie
- Falkenhagen, Hermann (1828–1902), deutscher Berufssoldat, Beamter, Bürgermeister
- Falkenhagen, Lena (* 1973), deutsche Roman- und Spieleautorin, Lektorin und ÜbersetzerinLena Falkenhagen (* 1973)

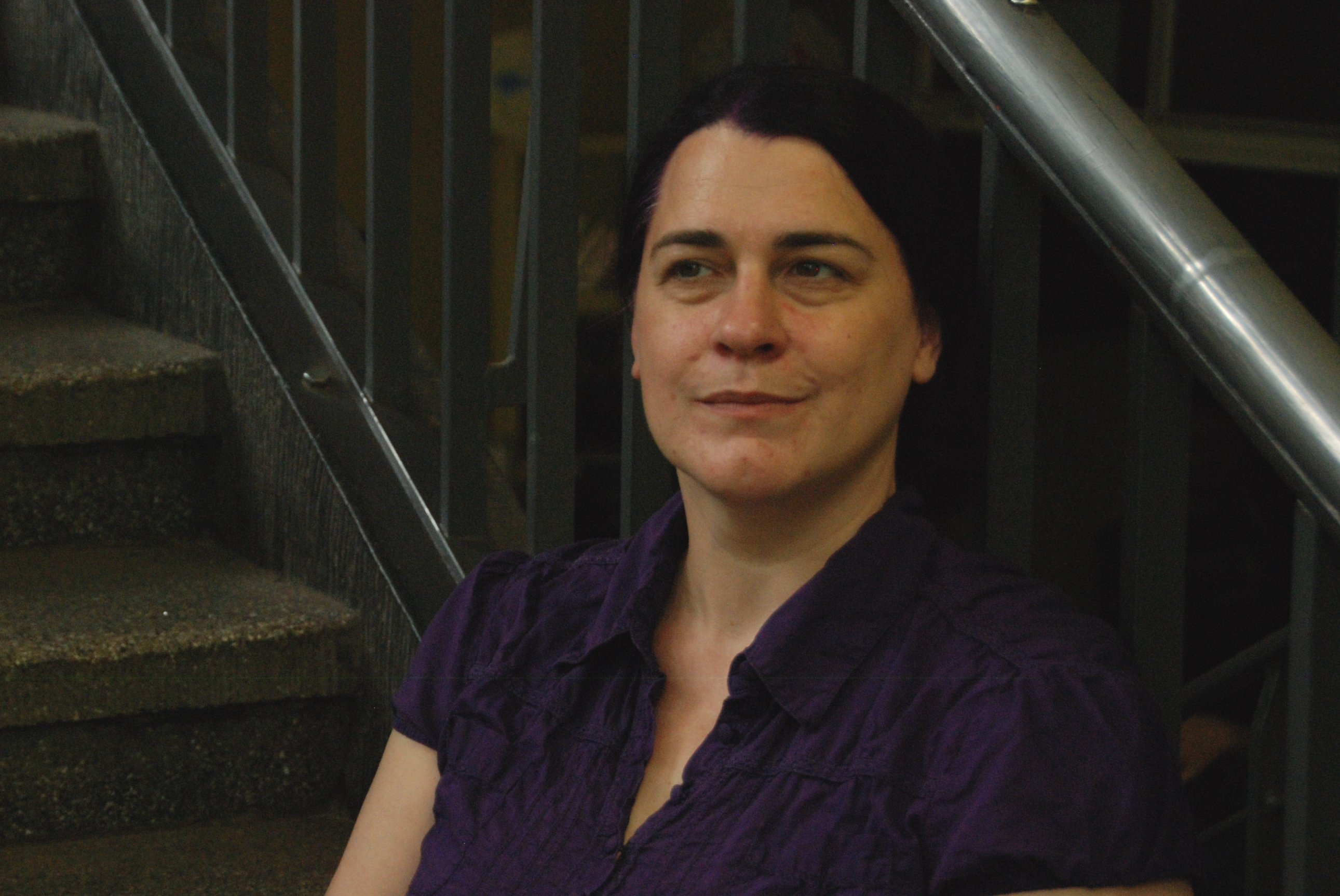
Lena Falkenhagen (* 1973)

- Falkenhagen, Michael (* 1964), deutscher Schauspieler
- Falkenhagen, Rosa (* 1993), deutsche Schauspielerin
- Falkenhagen, Rudi (1933–2005), niederländischer Schauspieler
- Falkenhahn, Uwe (* 1954), deutscher Fußballspieler (DDR)
- Falkenhahn, Viktor (1903–1987), deutscher Literaturwissenschaftler, Sprachwissenschaftler und Hochschullehrer

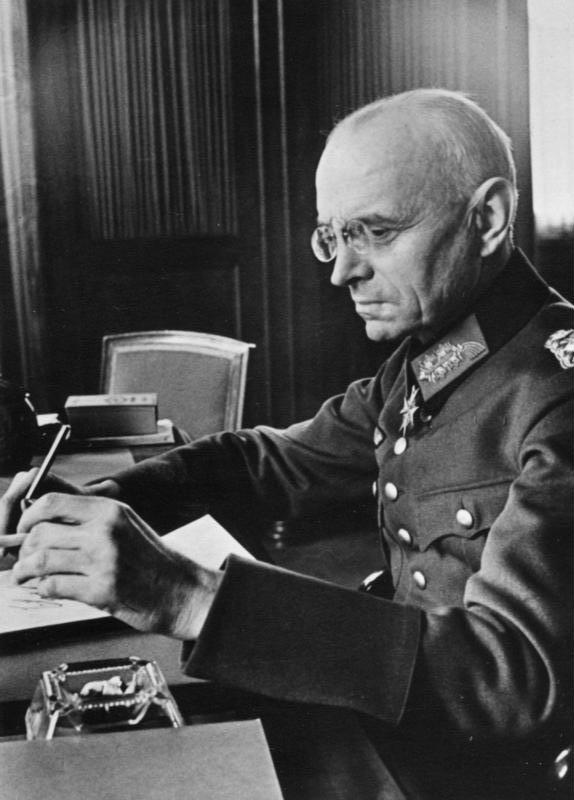
Alexander von Falkenhausen (1878–1966)

- Falkenhausen, Alexander von (1878–1966), deutscher General der Infanterie, Chef der Militärverwaltung im besetzten BelgienAlexander von Falkenhausen (1878–1966)
- Falkenhausen, Alexander von (1907–1989), deutscher Rennfahrer und Ingenieur
- Falkenhausen, Elisabeth von (1923–2021), deutsche Sachbuchautorin und Heimatforscherin
- Falkenhausen, Friedrich von (1869–1946), deutscher Verwaltungsjurist
- Falkenhausen, Friedrich Wilhelm von (1821–1889), preußischer Generalleutnant
- Falkenhausen, Gotthard von (1899–1982), deutscher Bankier
- Falkenhausen, Hans-Joachim von (1897–1934), deutsches SA-Mitglied
- Falkenhausen, Helene von (1873–1945), deutsche Lehrerin, Farmerin und Autorin in Deutsch-Südwestafrika
- Falkenhausen, Lothar von (* 1959), deutsch-amerikanischer Archäologe und Sinologe
- Falkenhausen, Ludwig von (1844–1936), preußischer Generaloberst im Ersten Weltkrieg
- Falkenhausen, Susanne von (* 1951), deutsche Kunsthistorikerin und Kunstkritikerin
- Falkenhausen, Vera von (* 1938), deutsche Byzantinistin
- Falkenhayn, Arthur von (1857–1929), deutscher Jurist und Politiker
- Falkenhayn, Benita von (1900–1935), deutsche Spionin
- Falkenhayn, Carlotta von (* 2007), deutsche Schauspielerin
- Falkenhayn, Erich von (1861–1922), preußischer General der Infanterie, Militärpolitiker und im Ersten Weltkrieg, Chef des Großen GeneralstabsErich von Falkenhayn (1861–1922)

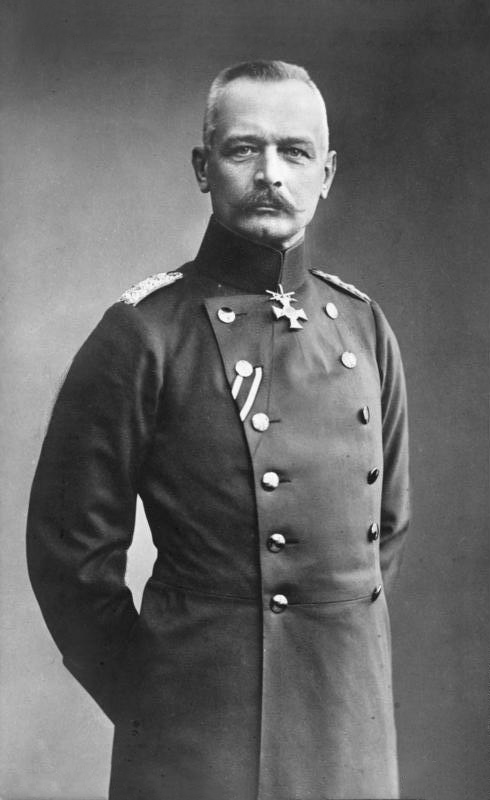
Erich von Falkenhayn (1861–1922)

- Falkenhayn, Eugen von (1792–1853), österreichischer General der Kavallerie
- Falkenhayn, Eugen von (1853–1934), preußischer General der Kavallerie im Ersten Weltkrieg sowie Oberhofmeister
- Falkenhayn, Falko von (* 1940), deutscher Manager und Diplom-Volkswirt
- Falkenhayn, Franz von (1827–1898), österreichischer Gutsbesitzer und Politiker, Landtagsabgeordneter
- Falkenhayn, Friedrich Gotthelf von (1719–1786), preußischer Generalleutnant, Gouverneur der Festung Schweidnitz und Drost zu Petershagen bei Minden
- Falkenhayn, Fritz von (1890–1973), deutscher Manager
- Falkenhayn, Georg von (1890–1955), deutscher Manager der Getreide- und Hefeindustrie
- Falkenhayn, Julius von (1829–1899), österreichischer Politiker, Landtagsabgeordneter
- Falkenhayn, Jürgen von (1938–2022), deutscher Generalmajor
- Falkenheim, Curt (1893–1949), deutscher Pädiater
- Falkenheim, Hugo (1856–1945), deutscher Internist, Pädiater, Sanitätsoffizier und Hochschullehrer
- Falkenheim, Hugo (1866–1935), deutscher Literaturwissenschaftler
- Falkenheiner, Wilhelm (1821–1892), evangelischer Pfarrer und Abgeordneter
- Falkenhorst, Carl (1853–1913), deutscher Schriftsteller und Redakteur
- Falkenhorst, Nikolaus von (1885–1968), deutscher Generaloberst im Zweiten Weltkrieg; Wehrmachtbefehlshaber in Norwegen (1942–1944)Nikolaus von Falkenhorst (1885–1968)

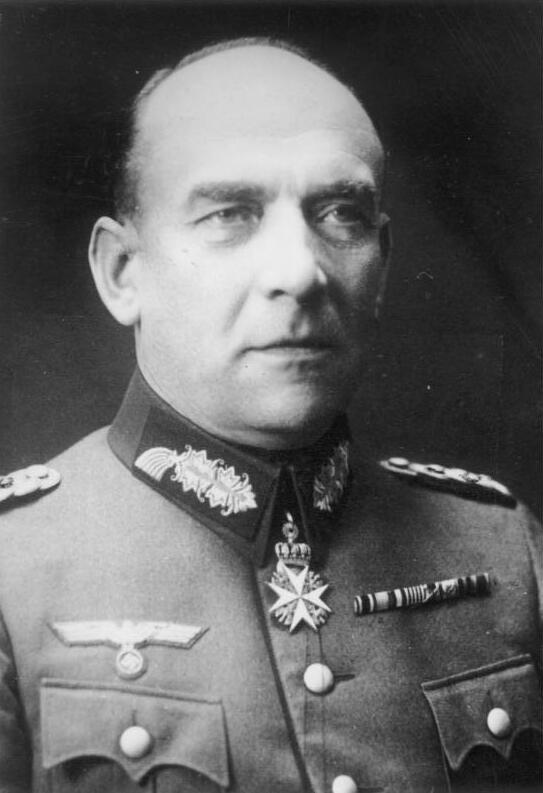
Nikolaus von Falkenhorst (1885–1968)

- Falkenmark, Malin (1925–2023), schwedische Hydrologin
- Falkenmayer, Michael (* 1982), deutscher Fußballspieler
- Falkenmayer, Ralf (* 1963), deutscher Fußballspieler
- Falkenroth, Christina (* 1967), deutsche evangelisch-lutherische Pfarrerin, Hymnologin, Lieddichterin und Kirchenmusikerin
- Falkensammer, Ferdinand (1878–1953), österreichischer Industrieller und Politiker, Landtagsabgeordneter
- Falkenstein, Adalbert von (1671–1739), deutscher Bischof
- Falkenstein, Adam (1906–1966), deutscher Assyriologe
- Falkenstein, Adolf († 1929), österreichischer Hof-Dekorationsmaler, Vergolder und Anstreicher
- Falkenstein, Annina von (* 1996), Schweizer Politikerin (LDP)
- Falkenstein, Claire (1908–1997), US-amerikanische Bildhauerin, Malerin, Grafikerin, Schmuckkünstlerin und Lehrerin
- Falkenstein, David (* 1997), deutscher Basketballspieler
- Falkenstein, Edmund von (1850–1924), preußischer Generalleutnant
- Falkenstein, Frank (* 1964), deutscher Prähistoriker
- Falkenstein, Franz Leopold von (1660–1717), kaiserlich österreichischer General der Kavallerie, Landkomthur des Deutschen Ordens der Balley Elsaß und Burgund
- Falkenstein, Franz von (1852–1911), württembergischer Oberamtmann
- Falkenstein, Fritz (1900–1986), deutscher Dramaturg und Drehbuchautor
- Falkenstein, Hans von (1893–1980), deutscher Generalleutnant
- Falkenstein, Janna (* 1981), deutsche Journalistin und ModeratorinJanna Falkenstein (* 1981)

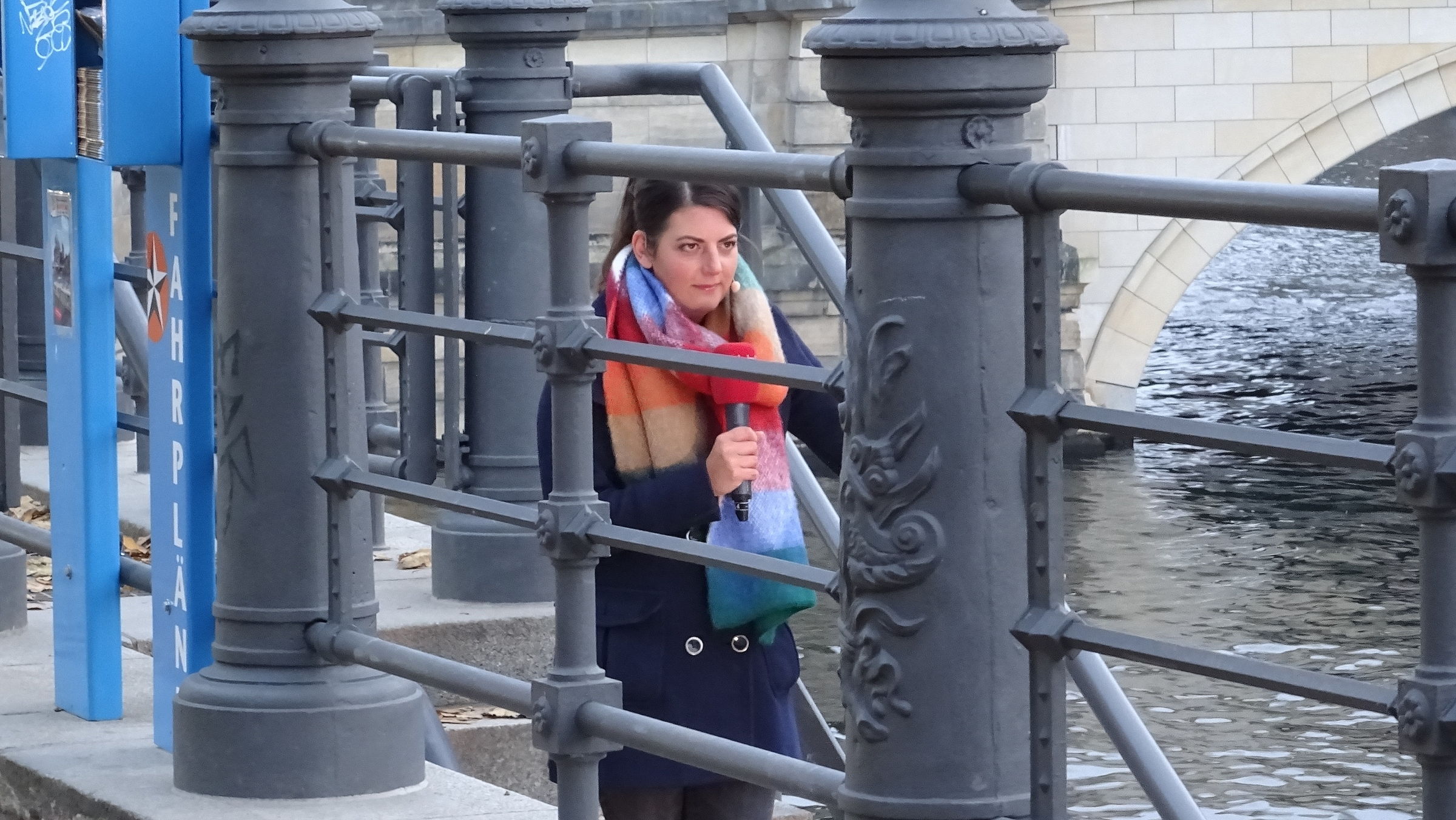
Janna Falkenstein (* 1981)

- Falkenstein, Johann (* 1886), deutsch-russischer römisch-katholischer Geistlicher und Märtyrer
- Falkenstein, Johann Paul von (1801–1882), sächsischer Politiker
- Falkenstein, Jonas (* 2000), deutscher Basketballspieler
- Falkenstein, Julius (1842–1917), deutscher Arzt und Afrikareisender
- Falkenstein, Julius (1879–1933), deutscher Schauspieler
- Falkenstein, Julius von (1861–1922), sächsischer Generalmajor
- Falkenstein, Konstantin Karl (1801–1855), Schweizer Historiker und Schriftsteller
- Falkenstein, Kuno von († 1343), deutscher Adeliger
- Falkenstein, Kuno von (1840–1899), württembergischer General der Infanterie
- Falkenstein, Ludwig (1933–2015), deutscher Historiker
- Falkenstein, Markus (* 1965), deutscher Fußballspieler
- Falkenstein, Patricia von (* 1961), Schweizer PolitikerinPatricia von Falkenstein (* 1961)

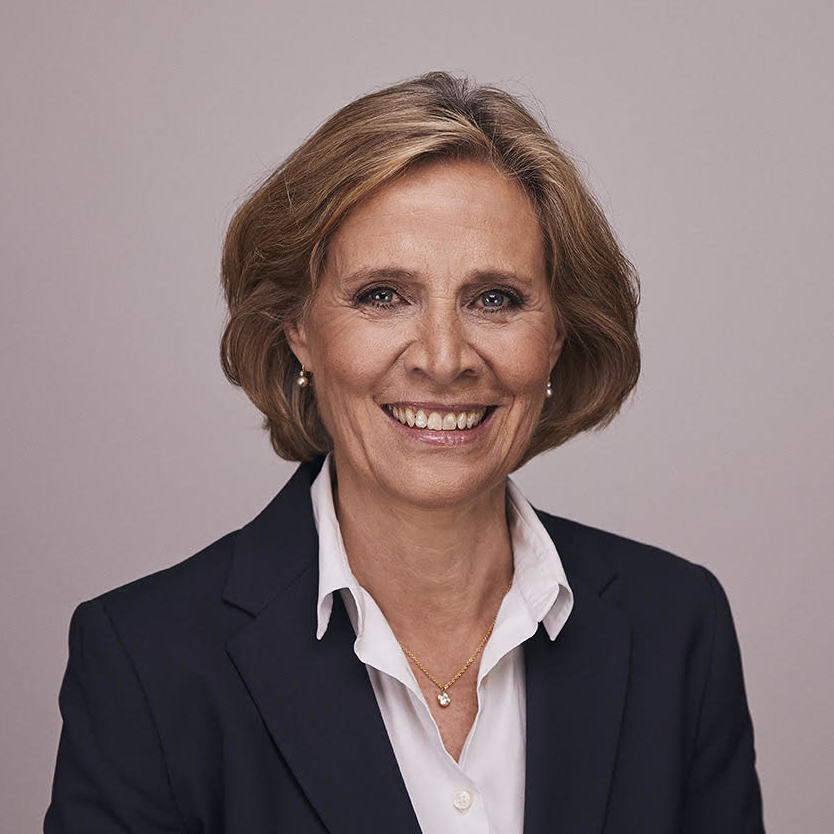
Patricia von Falkenstein (* 1961)

- Falkenstein, Rudolf von (1811–1888), preußischer Generalleutnant
- Falkenstein, Sigismund von (1903–1972), deutscher Generalmajor der Luftwaffe im Zweiten Weltkrieg und Brigadegeneral der Bundeswehr
- Falkenstein, Sigrid (* 1946), deutsche Autorin
- Falkenstein, Stephanie (* 1964), deutsche Historikerin, Archäologin und ehemalige Museumsleiterin
- Falkenstein, Waldeen (1913–1993), US-amerikanische Tänzerin und Choreografin
- Falkenstein, Walther (1862–1940), deutscher Opernsänger (Tenor) und Theaterschauspieler
- Falkenthal, Ernst (1858–1911), preußischer Verwaltungsjurist, Kaiserlicher Kommissar in der ehemaligen deutschen Kolonie Togoland
- Falkes de Bréauté, Söldner im Dienst des englischen Königs Johann Ohneland
- Falkesgaard, Michael (* 1991), dänisch-philippinischer Fußballspieler

#### Falkh
- Falkhaven, Elisabeth (* 1955), schwedische Politikerin der Miljöpartiet de Gröna

#### Falki
- Falkiner, Daniel († 1759), irischer Politiker
- Falkinger, Josef (* 1950), österreichischer Wirtschaftswissenschaftler

#### Falkm
- Falkman, Charlotta (1795–1882), finnlandschwedische Schriftstellerin
- Falkmann, August (1817–1890), deutscher Archivar und Rechtswissenschaftler
- Falkmann, Christian Ferdinand (1782–1844), deutscher Lehrer und Fremdsprachendidaktiker (Fachdidaktik)

#### Falkn
- Falkner, Brian (* 1962), neuseeländischer Kinder- und Jugendbuchautor
- Falkner, Brigitta (* 1959), österreichische Schriftstellerin
- Falkner, Ernst (1909–1950), deutscher Politiker (CSU, BP), MdB
- Falkner, Felix (* 1964), schweizerischer Komponist
- Falkner, Gerd (1950–2021), deutscher Sportwissenschaftler, Sporthistoriker und Publizist
- Falkner, Gerda (* 1964), österreichische Politologin und Hochschullehrerin
- Falkner, Gerhard (* 1942), deutscher Malakologe
- Falkner, Gerhard (* 1951), deutschsprachiger Lyriker, Dramatiker, Essayist und Übersetzer
- Falkner, Hans-Peter (* 1967), österreichischer Musiker und AutorHans-Peter Falkner (* 1967)

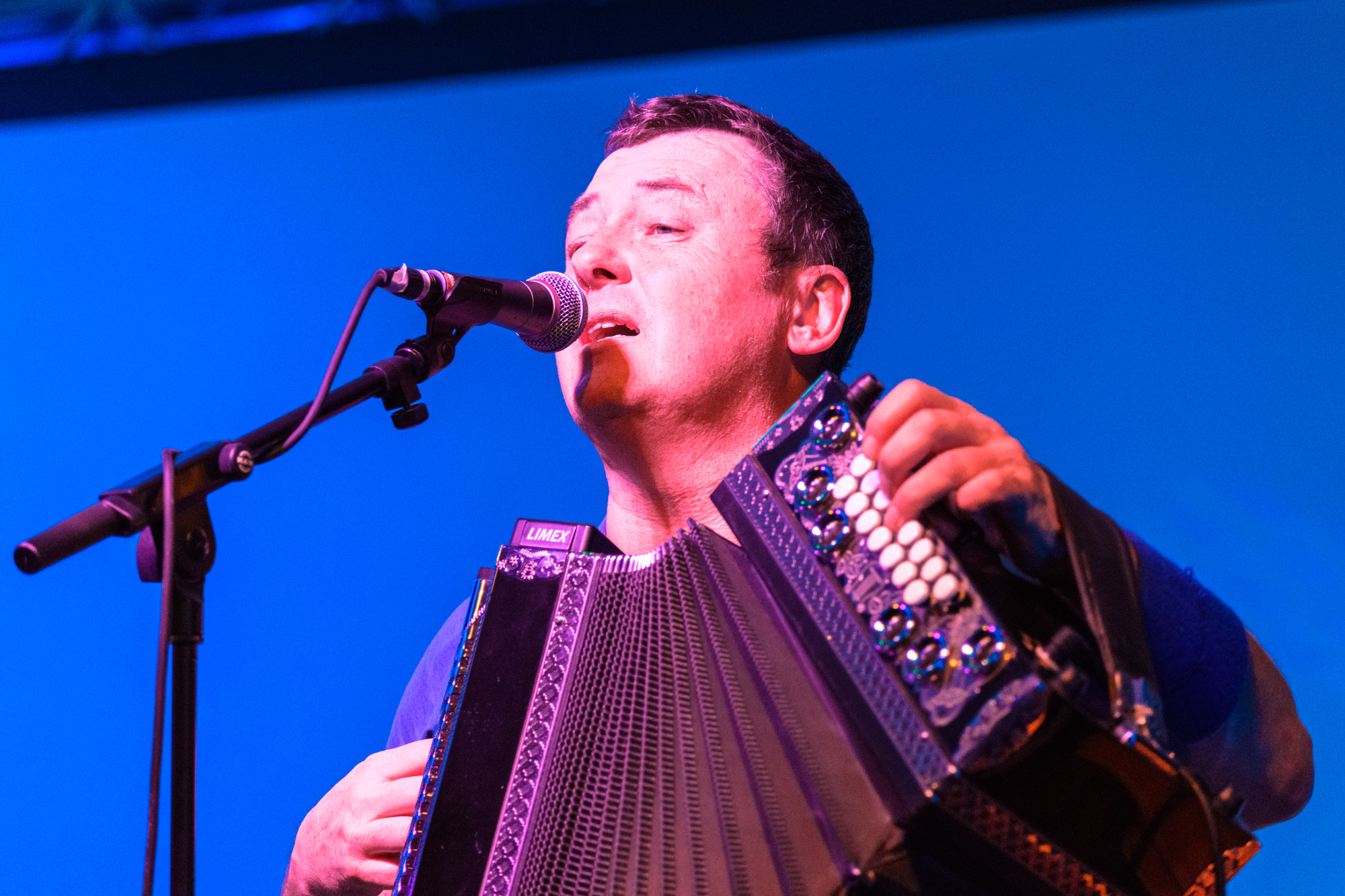
Hans-Peter Falkner (* 1967)

- Falkner, Horst (* 1939), österreichischer Bauingenieur und Hochschullehrer
- Falkner, J. Meade (1858–1932), britischer Autor und Antiquar
- Falkner, Kishwer, Baroness Falkner of Margravine (* 1955), britische Politikerin (Liberal Democrats)
- Falkner, Margreth (* 1975), österreichische Politikerin (ÖVP), Abgeordnete zum Nationalrat
- Falkner, Maurice (1911–1966), britischer Autorennfahrer
- Falkner, Michaela (* 1970), österreichische Schriftstellerin und Performancekünstlerin
- Falkner, Rudolf (1827–1898), Schweizer Politiker
- Falkner, Rupert (1930–2022), österreichischer Architekt
- Falkner, William Clark (1825–1889), US-amerikanischer Offizier und Schriftsteller
- Falkner, Živa (* 2002), slowenische Tennisspielerin
- Falknor, Claire (* 1993), US-amerikanische Fußballspielerin

#### Falko
- Falko von Maastricht, Bischof von Tongeren und Heiliger
- Falko, Grigori Alexejewitsch (* 1987), russischer Schwimmer
- Falkon, Lee Sima (* 1992), israelische Fußballspielerin
- Falkouski, Szjapan (* 1996), belarussischer Eishockeyspieler
- Falkovitch, Sofia (* 1980), deutsche Kantorin (Mezzosopran)
- Falkow, Boris Wiktorowitsch (1946–2010), russischer Schriftsteller und Pianist
- Falkow, Stanley (1934–2018), US-amerikanischer Mikrobiologe und Hochschullehrer
- Falkow, Waleri Nikolajewitsch (* 1978), russischer Politiker
- Falkowska, Weronika (* 2000), polnische Tennisspielerin
- Falkowski, Adolf Anton (1917–1944), deutscher römisch-katholischer Priesteramtskandidat und Märtyrer
- Fałkowski, Andrzej (* 1959), polnischer Generalleutnant
- Falkowski, Carmen (* 1979), deutsche Fußballspielerin
- Falkowski, Jakub (1775–1848), polnischer römisch-katholischer Priester, Piarist, Pädagoge und Philanthrop
- Falkowski, Martin (* 1976), deutscher American-Football-Spieler

#### Falks
- Falksohn, Rüdiger (* 1951), deutscher Autor und Journalist
- Falkson, Ferdinand (1820–1900), deutscher Arzt, Schriftsteller und liberaler Politiker
- Falkson, Franz (1850–1904), deutscher Kommunalpolitiker, Erster Bürgermeister von Weißenfels

#### Falku
- Falkum-Hansen, Børre (1919–2006), norwegischer Segler

#### Falkv
- Falkvinge, Rickard (* 1972), schwedischer Politiker der Piratpartiet

### Fall
- Fall, Aicha (* 1993), mauretanische Leichtathletin
- Fall, Albert B. (1861–1944), US-amerikanischer Farmer, Soldat, Jurist und Politiker (Republikanische Partei)
- Fall, Aminata Sow (* 1941), senegalesische Schriftstellerin
- Fall, Baye Djiby (* 1985), senegalesischer Fußballspieler
- Fall, Bernard B. (1926–1967), französisch-amerikanischer Fotograf und Kriegsberichterstatter
- Fall, David (1902–1964), US-amerikanischer Turmspringer
- Fall, David (* 1978), deutscher Fußballspieler
- Fall, Dieylani (* 1989), senegalesischer Fußballspieler
- Fall, Fallou (* 2004), senegalesischer Fußballspieler
- Fall, Fatou Bintou (* 1981), senegalesische Sprinterin
- Fall, François Lonseny (* 1949), guineischer Politiker, Premierminister von Guinea
- Fall, Frederick (1901–1974), österreichischer Dirigent und Komponist
- Fall, Ibrahima (1855–1930), senegalesischer Sufi
- Fall, Karl, deutscher Entwicklungshelfer
- Fall, Leo (1873–1925), österreichischer Komponist, Kapellmeister und Vertreter der Operetten-ÄraLeo Fall (1873–1925)

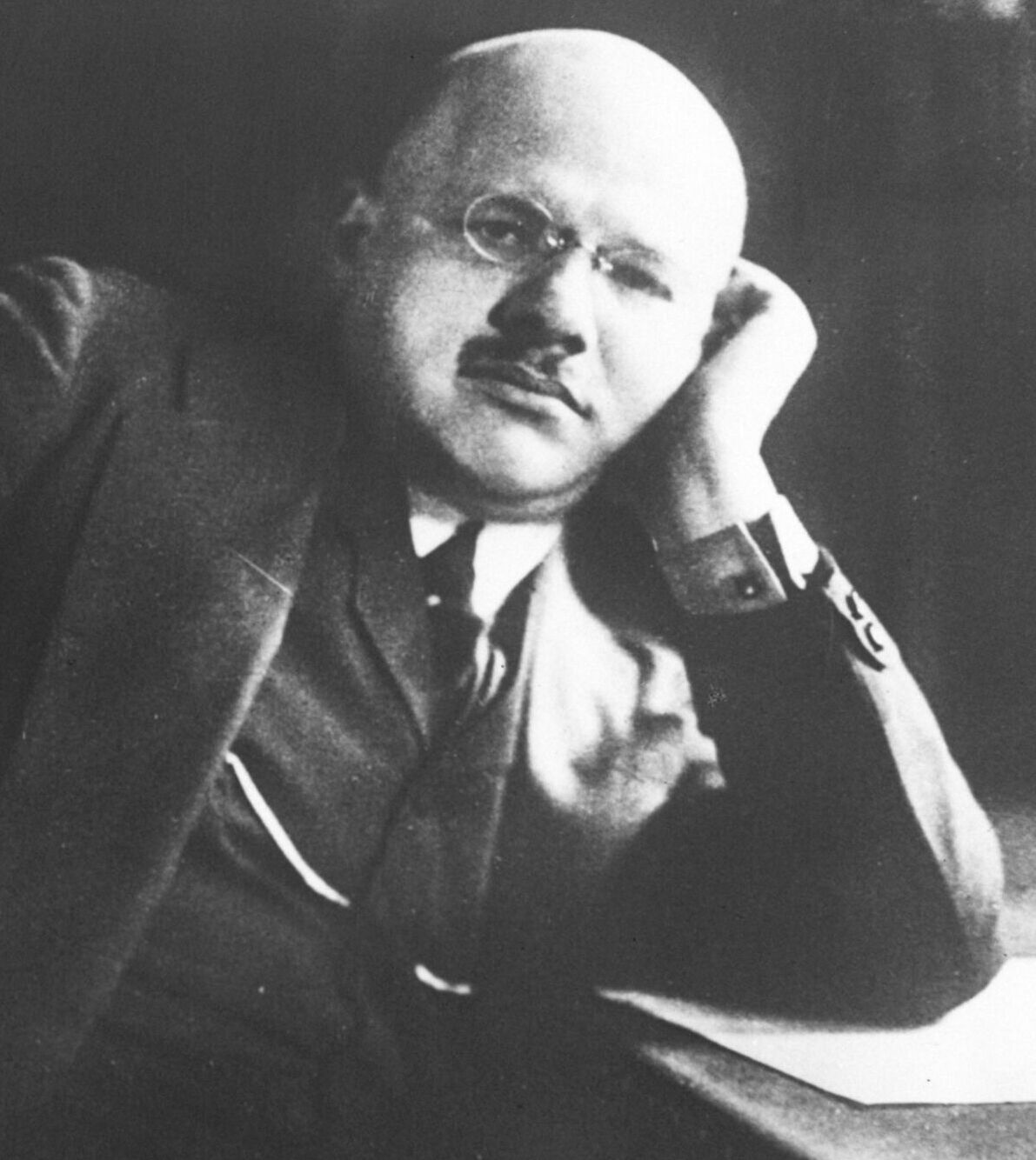
Leo Fall (1873–1925)

- Fall, Mouhamadou (* 1992), französischer Leichtathlet
- Fall, Moustapha (* 1992), französischer Basketballspieler
- Fall, Papa Khalilou (* 1947), senegalesischer Botschafter, Befehlshaber der Streitkräfte
- Fall, Richard (1882–1945), österreichischer Komponist und Dirigent jüdischer Abstammung
- Fall, Samba (* 1964), mauretanischer Leichtathlet
- Fall, Siegfried (1877–1943), österreichischer Komponist, Arrangeur, Pianist und Korrepetitor
- Fall, Tacko (* 1995), senegalesischer Basketballspieler
- Fall, Tony (1940–2007), britischer Rallyefahrer
- Fall, Wal (* 1992), deutsch-senegalesischer Fußballspieler
- Fall, Yacoub (* 1980), mauretanischer Fußballspieler
- Fall, Youssoupha (* 1995), senegalesisch-französischer Basketballspieler
- Falla Robles, José Daniel (1956–2021), kolumbianischer Geistlicher, römisch-katholischer Bischof von Soacha
- Falla, Alejandro (* 1983), kolumbianischer Tennisspieler
- Falla, Maiken Caspersen (* 1990), norwegische Skilangläuferin
- Falla, Manuel de (1876–1946), spanischer KomponistManuel de Falla (1876–1946)

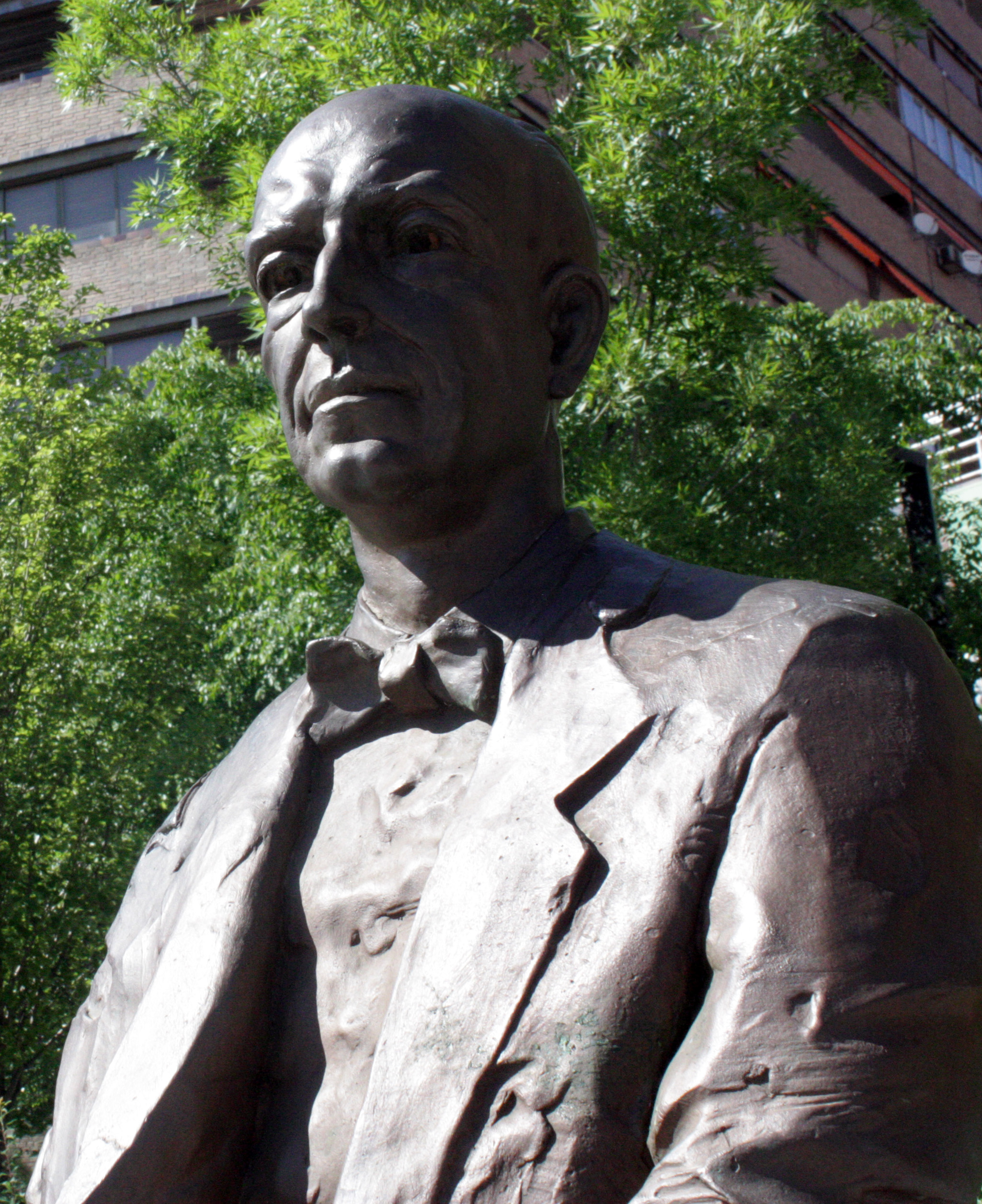
Manuel de Falla (1876–1946)

- Falla, Marius Caspersen (* 1990), norwegischer Skilangläufer
- Fallaci, Oriana (1929–2006), italienische Journalistin, Schriftstellerin und Widerstandskämpferin
- Fallada, Hans (1893–1947), deutscher SchriftstellerHans Fallada (1893–1947)

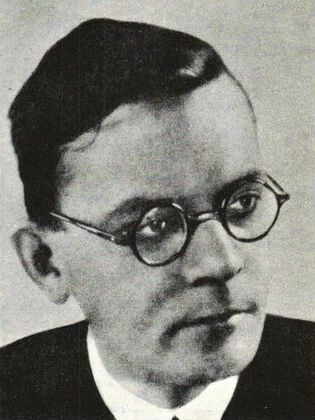
Hans Fallada (1893–1947)

- Fallah, Bilall (* 1986), belgischer Filmregisseur, Drehbuchautor und Filmeditor
- Fallah, Sophia (* 2004), deutsche Volleyballspielerin
- Fallahian, Ali (* 1945), iranischer Politiker und Kleriker mit dem religiösen Titel Hodschatoleslam
- Fallaize, Pierre (1887–1964), französischer Ordensgeistlicher, römisch-katholischer Koadjutorvikar von Mackenzie
- Fallak, Heinz (1928–1999), deutscher Sportfunktionär
- Fallak, Reinhard (* 1956), deutscher Polizist und Polizeivizepräsident
- Fallani, Giorgio (1921–1994), italienischer Kunsthändler
- Fallani, Giovanni (1910–1985), italienischer Geistlicher, Kurienerzbischof der römisch-katholischen Kirche
- Fallanie, Ali Ahmad (* 1983), malaysischer Straßenradrennfahrer
- Fallarás, Cristina (* 1968), spanische Autorin und Journalistin
- Fallarini, Giuseppe (1934–2023), italienischer Radrennfahrer
- Fallati, Johannes (1809–1855), deutscher Hochschullehrer für Politische Wirtschaft und Statistik
- Fallaux, Emile (* 1944), niederländischer Journalist, Chefredakteur der politischen Wochenzeitschrift Vrij Nederland
- Fallberg, Carl (1915–1996), US-amerikanischer Autor von Comics für Walt Disney
- Fälldin, Thorbjörn (1926–2016), schwedischer MinisterpräsidentThorbjörn Fälldin (1926–2016)

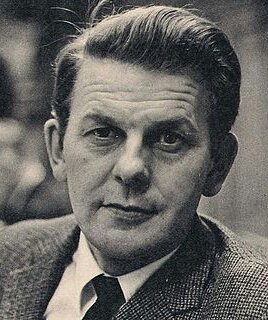
Thorbjörn Fälldin (1926–2016)

- Falle, Anton (1886–1945), österreichischer Politiker (SDAP) und Widerstandskämpfer gegen den Nationalsozialismus, Abgeordneter zum Nationalrat
- Falle, Keith (* 1952), britisch-neuseeländischer Kugelstoßer
- Fallén, Carl Fredrik (1764–1830), schwedischer Entomologe
- Fallen, Joseph (1863–1934), französischer Mediziner, Okzitanist und Schriftsteller okzitanischer Sprache
- Fallenberg, Evan (* 1961), US-amerikanischer Schriftsteller und Übersetzer
- Fallend, Karl (* 1956), österreichischer Sozialpsychologe
- Fallenstein, Karina (* 1961), deutsche Schauspielerin
- Fallent, Gerhard (* 1960), österreichischer Umwelttechniker und Politiker (ÖVP, FPÖ), Abgeordneter zum Nationalrat
- Faller Graf, Ruth (* 1969), Schweizer Politikerin (SP)
- Faller, Adolf (1913–1989), Schweizer Arzt, Anatom, Medizinhistoriker und Hochschullehrer
- Faller, Alois (1812–1882), deutsch-amerikanischer Jurist, Revolutionär und Parlamentarier
- Faller, Craig S. (* 1961), amerikanischer Admiral, Kommandeur des US Southern Command
- Faller, Emil (1904–1978), politisch Verfolgter Gegner der Nationalsozialisten und Bürgermeister von Fahrnau
- Faller, Felix (1835–1887), deutscher Maler
- Faller, Franz Josef (1820–1887), deutscher Politiker (NLP), MdR
- Faller, Franz Joseph (1797–1874), Bürstenfabrikant
- Faller, Fred (1895–1984), US-amerikanischer Langstreckenläufer deutscher Herkunft
- Faller, Friedrich (1856–1905), deutscher Gastwirt und Politiker (NLP), MdR
- Faller, Gerhard (1935–2024), deutscher Fußballspieler
- Faller, Hans Joachim (1915–2006), deutscher Jurist, Richter des Bundesverfassungsgerichts
- Faller, Heike (* 1971), deutsche Journalistin
- Faller, Heinrich (1895–1950), deutscher Architekt
- Faller, Joseph Alois (1816–1894), französisch-deutscher römisch-katholischer Geistlicher und Ordensgründer
- Faller, Karl (1913–1982), deutscher Kommunalpolitiker (CDU)
- Faller, Markus (* 1974), deutscher Schlagzeuger, Perkussionist, Schlagzeuglehrer und Autor
- Faller, Matthias (1707–1791), deutscher Klosterbildhauer und Holzschnitzer
- Faller, Max (1927–2012), deutscher Bildhauer
- Faller, Otto (1889–1971), Provinzial der deutschen Jesuiten
- Faller, Peter (* 1931), deutscher Architekt, Autor und Universitätsprofessor
- Faller, Robert (1924–1983), Schweizer Dirigent
- Faller, Ruwen (* 1980), deutscher Sprinter (400 m)
- Faller, Sven (* 1969), deutscher Jazzmusiker (Kontrabass, Komposition)
- Faller, Walter (1909–2003), deutscher Politiker (SPD), MdB, MdEP
- Fallert, Fabian (* 1997), deutscher Tennisspieler
- Fallet, Eduard M. (1904–1998), Schweizer Wirtschaftswissenschaftler, Musiker und Lokalhistoriker
- Fallet, René (1927–1983), französischer Schriftsteller
- Falletta, JoAnn (* 1954), US-amerikanische Musikerin der klassischen Musik und Dirigentin
- Falletti, César (* 1992), uruguayischer Fußballspieler
- Falley, Wilhelm (1897–1944), deutscher Generalleutnant im Zweiten Weltkrieg
- Fallgatter, Michael J. (* 1965), deutscher Betriebswirt, Hochschullehrer und Dekan
- Fallica, Antonio Luca (* 1959), italienischer römisch-katholischer Ordensgeistlicher, Erzabt der Abtei Montecassino
- Fallières, Armand (1841–1931), französischer Politiker (AD), Mitglied der NationalversammlungArmand Fallières (1841–1931)

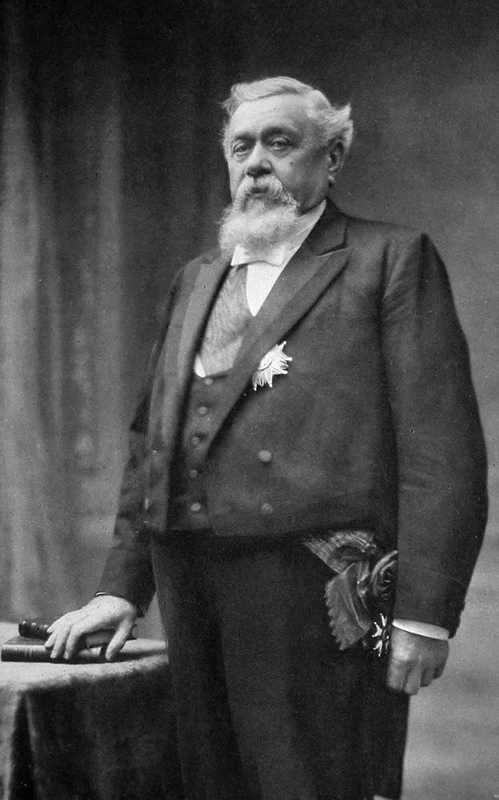
Armand Fallières (1841–1931)

- Fallin, Mary (* 1954), US-amerikanische Politikerin
- Falling, Christine Laverne (* 1963), US-amerikanische Serienmörderin
- Fallisch, Manfred (* 1935), deutscher Fußballspieler
- Fallize, Johannes Olav (1844–1933), luxemburgischer Geistlicher, Oberhirte der katholischen Kirche in Norwegen (1887–1922)
- Fallmann, Anna (1877–1956), Bezirksrätin und Lehrerin
- Fallmann, Jochen (* 1979), österreichischer Fußballspieler und -trainer
- Fallmann, Pascal (* 2003), österreichischer Fußballspieler
- Fallmerayer, Jakob Philipp (1790–1861), Orientalist und Publizist
- Fallois, Friedrich von (1801–1867), preußischer Generalleutnant
- Fallois, Gerd-Joachim von (* 1961), deutscher Journalist
- Fallois, Isabelle von, deutsch-französische Autorin esoterischer Literatur
- Fallois, Joseph von (1849–1912), preußischer General der Infanterie
- Fallois, Karl August von (1803–1877), preußischer Generalleutnant
- Fallon Hogan, Siobhan (* 1961), US-amerikanische SchauspielerinSiobhan Fallon Hogan (* 1961)

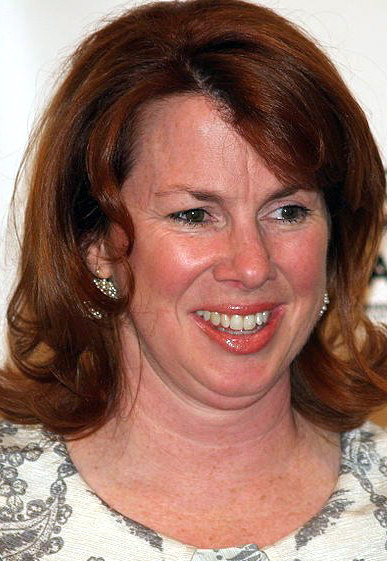
Siobhan Fallon Hogan (* 1961)

- Fallon Morell, Sally (* 1948), US-amerikanische Autorin
- Fallon, Brian (* 1980), US-amerikanischer Rocksänger
- Fallon, Catriona (* 1970), US-amerikanische Ruderin
- Fallon, Craig (1982–2019), britischer Judoka
- Fallon, George Hyde (1902–1980), US-amerikanischer Politiker
- Fallon, Jennifer (* 1959), australische Fantasy-Autorin
- Fallon, Jimmy (* 1974), US-amerikanischer SchauspielerJimmy Fallon (* 1974)

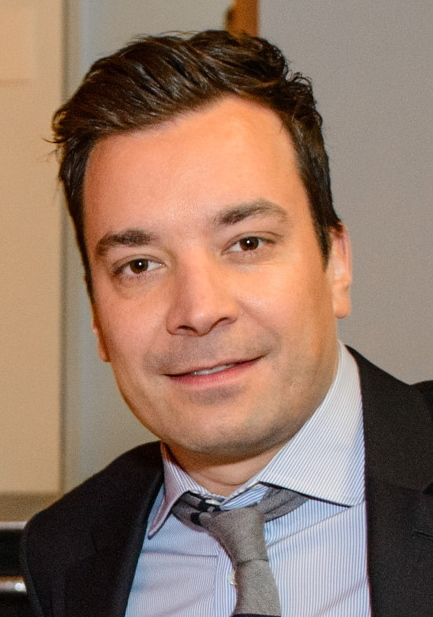
Jimmy Fallon (* 1974)

- Fallon, John (1940–2025), schottischer Fußballtorhüter
- Fallon, Ludwig August von (1776–1828), österreichischer Generalmajor und Kartograph
- Fallon, Michael (* 1952), britischer Politiker, Mitglied des House of Commons
- Fallon, Michael Francis (1867–1931), kanadischer römisch-katholischer Geistlicher und Bischof von London (Ontario)
- Fallon, Órla (* 1974), irische Sängerin und Komponistin
- Fallon, Pat (* 1967), US-amerikanischer Politiker (Republikanische Partei)
- Fallon, Rory (* 1982), neuseeländischer Fußballspieler
- Fallon, Sean (1922–2013), irischer Fußballspieler und -trainer
- Fallon, Seán (1937–1995), irischer Politiker
- Fallon, Tiffany (* 1974), US-amerikanisches Fotomodell und Playmate
- Fallon, William J. (* 1944), US-amerikanischer Admiral
- Falloon, Pat (* 1972), kanadischer Eishockeyspieler
- Falloppio, Gabriele (1523–1562), italienischer Anatom und Chirurg
- Fallot de Beaumont de Beaupré, Étienne André François de Paule (1750–1835), französischer römisch-katholischer Bischof
- Fallot, Étienne-Louis Arthur (1850–1911), französischer Arzt
- Fallot, Gustave (1807–1836), französischer Romanist und Mediävist
- Fallot, Paul (1889–1960), französischer Geologe
- Fallot, Tommy (1844–1904), französischer evangelischer Pfarrer und Sozialreformer
- Fallou, Friedrich Albert (1794–1877), deutscher Rechtsanwalt und Bodenkundler
- Falloux du Coudray, Frédéric de (1815–1884), französischer Kardinal der Römischen Kirche
- Falloux, Alfred de (1811–1886), französischer Politiker, Minister, Historiker und Mitglied der Académie française
- Fallow, Vincent (* 1989), deutscher SynchronsprecherVincent Fallow (* 1989)

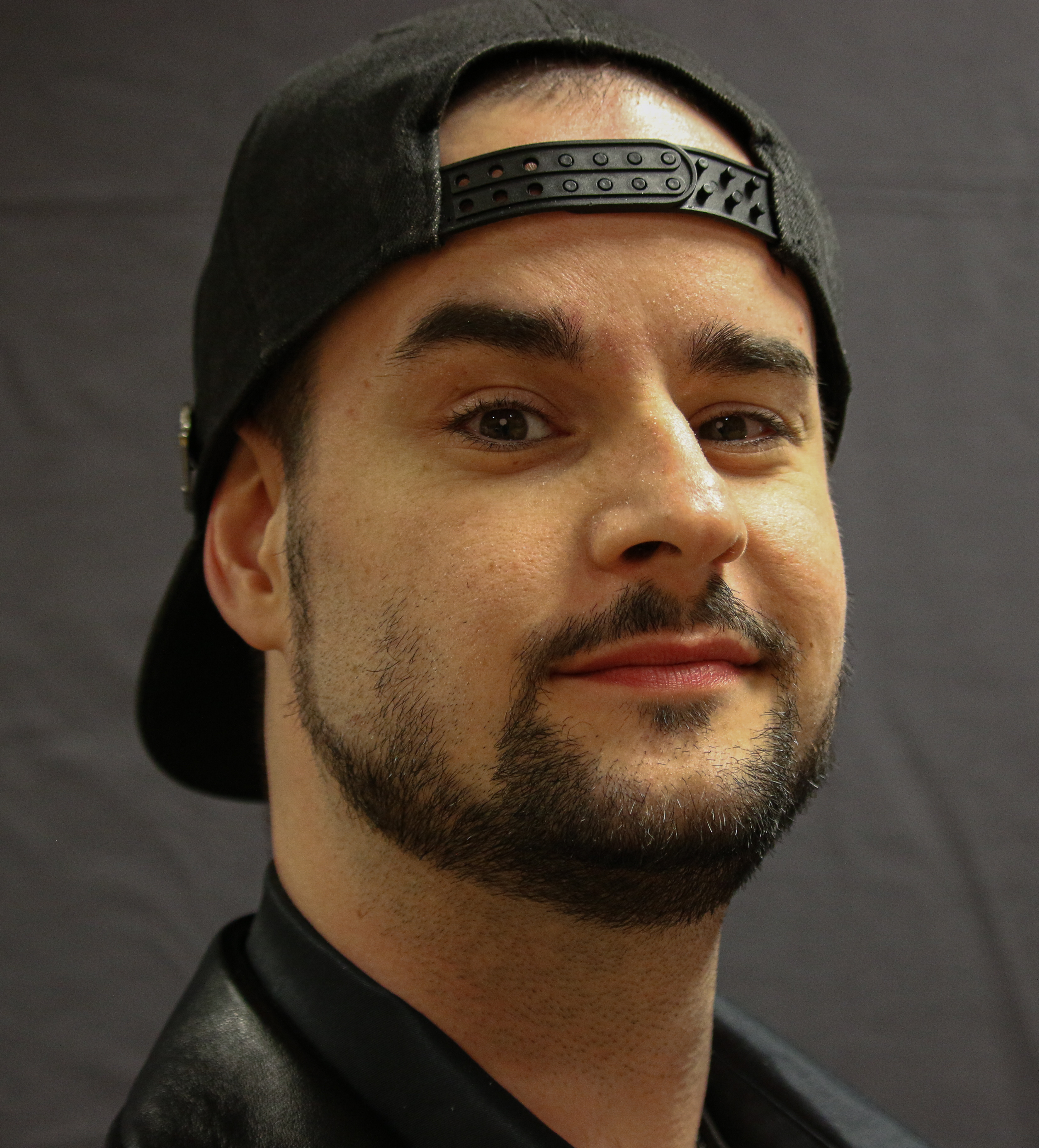
Vincent Fallow (* 1989)

- Fallowfield, Sean (* 1963), US-amerikanischer Beachvolleyballspieler
- Fallows, James (* 1949), US-amerikanischer Autor
- Fallows, Richie (* 1995), englischer Squashspieler
- Falls, Autumn (* 2000), US-amerikanische Pornodarstellerin
- Falls, Cyril (1888–1971), britischer Militärhistoriker
- Falls, Roger Eykyn (1858–1910), englischer Maler
- Fallscheer, Dallas (* 1977), deutsch-kanadischer Eishockeyspieler
- Fallwickl, Mareike (* 1983), österreichische AutorinMareike Fallwickl (* 1983)

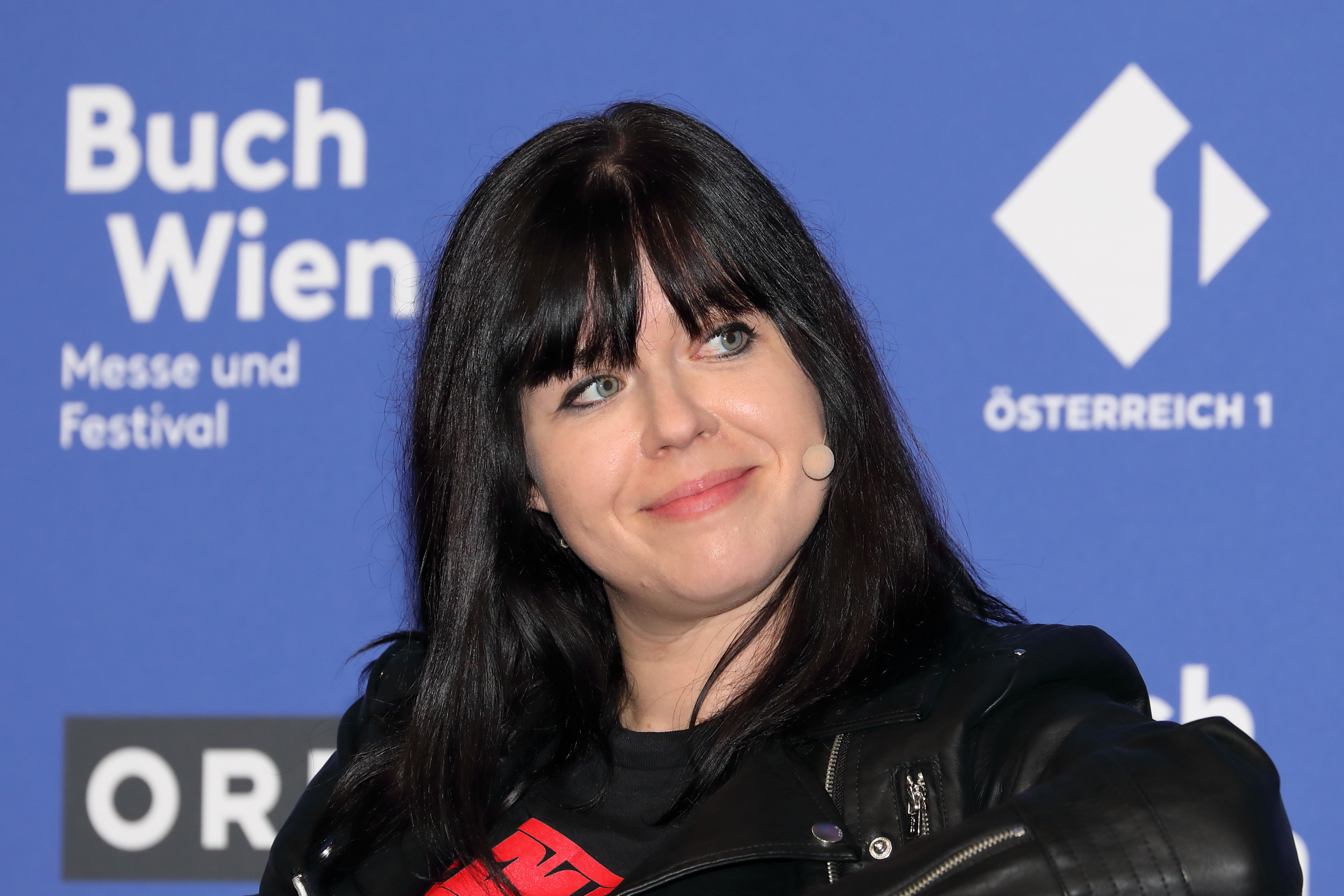
Mareike Fallwickl (* 1983)

- Fally, Daniela (* 1980), österreichische Opernsängerin (Koloratursopran)
- Fally, Eduard (1929–2006), österreichischer General

### Falm
- Falmbigl, Georg (1877–1962), österreichischer Politiker (CSP), Landtagsabgeordneter

### Falo
- Falocchi, Christian (* 1997), italienischer Hochspringer
- Faloci, Giovanni (* 1985), italienischer Leichtathlet
- Falola, Toyin (* 1953), nigerianischer Historiker
- Faloppi, Giovanni di Pietro, italienischer Maler
- Falorni, Luigi (* 1971), italienischer Filmregisseur und Kameramann

### Falq
- Falque, Iago (* 1990), spanischer Fußballspieler
- Falque-Pierrotin, Isabelle (* 1960), französische Managerin, Präsidentin der französischen Datenschutzbehörde
- Falqués, Federico (1800–1853), mexikanischer Botschafter
- Falqués, Pere (1850–1916), spanischer Architekt des katalanischen Modernismus
- Falquet, André (1681–1755), Kaufmann und Händler sowie Mitglied im Rat der Zweihundert
- Falquet, Jean-Louis (1786–1842), Kaufmann und Händler sowie Mitglied im Rat der Zweihundert
- Falqui, Enrico (1901–1974), italienischer Literaturkritiker, Romanist und Italianist

### Fals
- Fals Borda, Orlando (1925–2008), kolumbianischer Soziologe
- Falsan, Albert (1833–1902), französischer Geologe
- Falsche Margarete († 1301), norwegische Betrügerin
- Falscher Balduin I. († 1225), Hochstapler, der sich als der Kaiser Balduin I. ausgab
- Falscher Olav († 1402), Person aus Böhmen, vorgeblich Olav II. Håkonsson
- Falscher Woldemar († 1356), deutscher Hochstapler
- Falschlunger, August (1882–1925), deutscher Fußballspieler
- Falschlunger, Karl (1930–2012), österreichischer Politiker (SPÖ), Landtagsabgeordneter in Vorarlberg
- Falsen, Christian Magnus (1782–1830), norwegischer Politiker
- Falsen, Envold de (1755–1808), norwegischer Jurist und Autor
- Falser, Stephan (1855–1944), österreichischer Jurist und Politiker (CSP), Mitglied des Bundesrates
- Falsnaes, Christian (* 1980), dänischer Maler, Grafiker, Performance- und Videokünstler
- Falstad, Peder (1894–1965), norwegisch-amerikanischer Skispringer
- Falstein, Noah, amerikanischer Computerspielentwickler
- Falszewski, Benedikt (* 1982), deutscher Politiker (SPD), MdL NRW

### Falt
- Fält, Jon (* 1979), schwedischer Jazzmusiker (Schlagzeug)
- Falta, Bobby (* 1941), deutscher Jazzgitarrist
- Falta, Jens (* 1960), deutscher Physiker, Hochschullehrer
- Falta, Ladislav (1936–2021), tschechoslowakischer Sportschütze
- Falta, Lancy (* 1965), deutscher Jazz- und Fusionmusiker (Gitarre, Komposition)
- Falta, Wilhelm (1875–1950), österreichischer Internist
- Falter, Alfred (1880–1954), polnischer Industrieller und Politiker
- Falter, Franz (1931–2014), österreichischer Organist
- Falter, Johann Leonhard († 1807), Bildhauer des Barock
- Falter, Jürgen (* 1971), deutscher Fußballspieler
- Falter, Jürgen W. (* 1944), deutscher PolitikwissenschaftlerJürgen W. Falter (* 1944)

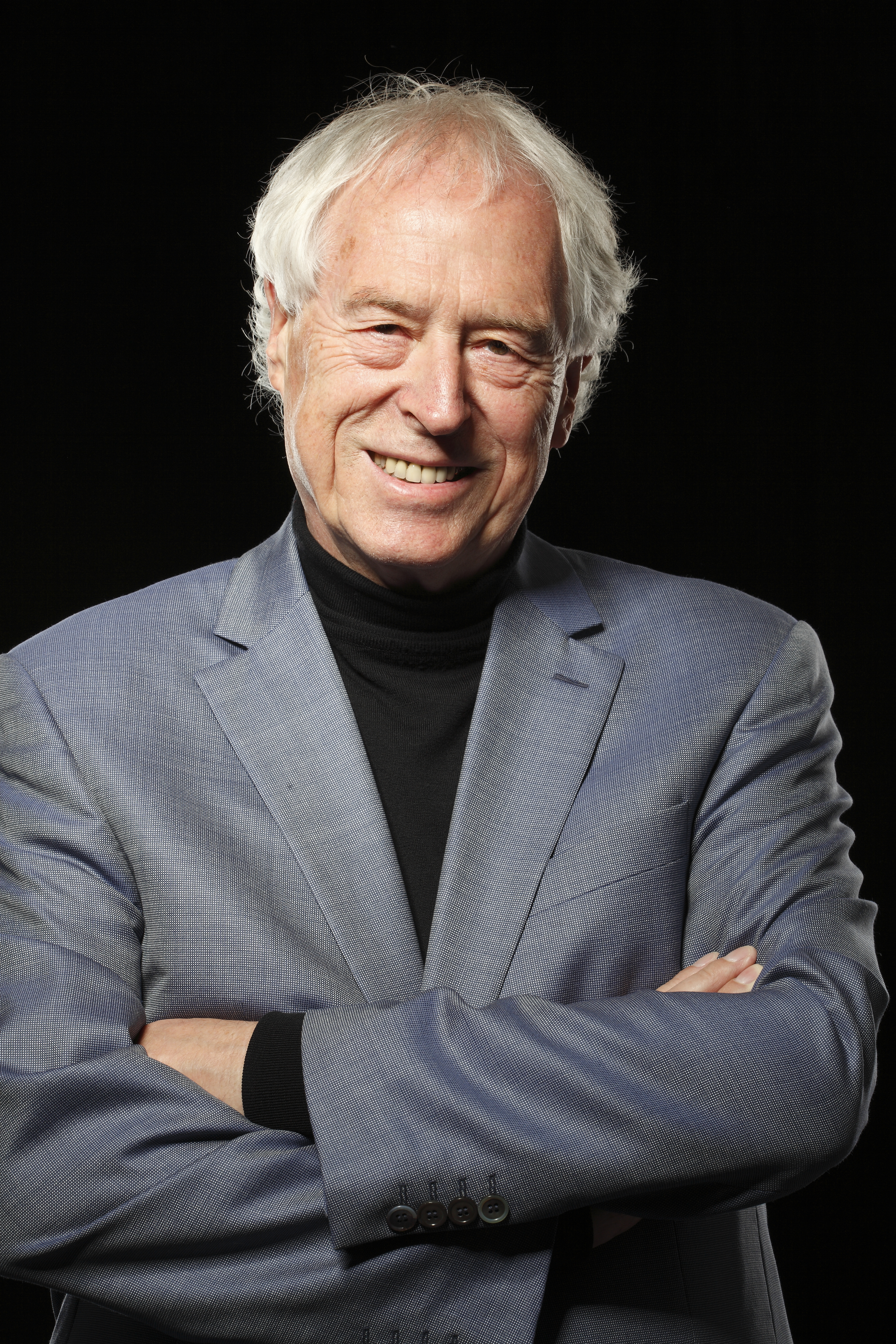
Jürgen W. Falter (* 1944)

- Falter, Makarius (1762–1843), Klavierlehrer und Musikverleger
- Falter, Matthias (1908–1985), deutscher Physiker, Hochschullehrer und Nationalpreisträger der DDR
- Falter, Max (1937–2006), deutscher Politiker (SPD), MdL
- Falter, Peter (* 1949), deutscher Fußballspieler
- Falter, Reinhard (* 1960), deutscher Historiker und Naturphilosoph
- Falter, Stefan (* 1965), deutscher Volleyballtrainer
- Falter-Baumgarten, Uta (1924–2022), deutsche Bildhauerin und Keramikerin
- Faltermaier, Cornelia (* 1971), deutsche Tischtennisspielerin
- Faltermaier, Sepp (1923–2005), deutscher Autor
- Faltermaier, Toni (* 1952), deutscher Entwicklungs- und Gesundheitspsychologe
- Faltermeier, Gerhard (1943–2009), deutscher Fußballspieler und -trainer
- Faltermeier, Hans (1932–2013), deutscher Fußballspieler
- Faltermeier, Heinrich (1909–1999), deutscher Bildhauer
- Faltermeier, Hubert (* 1949), deutscher Politiker (Freie Wähler), MdL
- Faltermeier, Josef (1882–1956), deutscher Politiker (BVP, CSU), MdL Bayern
- Faltermeier, Josef (* 1947), deutscher Sozialforscher und Publizist
- Faltermeier, Rudolf (1926–2012), deutscher Politiker (SPD)
- Faltermeyer, Harold (* 1952), deutscher Komponist und ProduzentHarold Faltermeyer (* 1952)

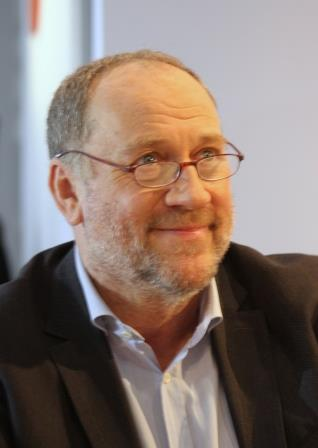
Harold Faltermeyer (* 1952)

- Faltin, Alexander (1819–1899), deutscher Jurist und liberaler Politiker
- Faltin, Frank (* 1963), deutscher Fußballspieler
- Faltin, Günter (* 1944), deutscher Ökonom und Entrepreneur
- Faltin, Hans (1896–1961), deutscher Energietechniker mit dem Spezialgebiet technische Thermodynamik
- Faltin, Henning (* 1966), deutscher Flottillenadmiral der Bundeswehr
- Faltin, Joseph (1852–1933), deutscher Jurist und Politiker (Zentrum), MdR
- Faltin, Margarete (* 1865), deutsche Malerin
- Faltin, Otto (1923–1970), deutscher Radrennfahrer
- Faltin, Patricia, deutsche Schauspielerin und Synchronsprecherin
- Faltin, Richard (1835–1918), deutsch-finnischer Komponist, Organist, Musikpädagoge und Sammler finnischer Volksmusik
- Faltin, Richard Wilhelm Gottlieb (1867–1952), finnischer Medizinprofessor und Chirurg
- Faltin, Rudolf (1830–1918), evangelischer Pastor und Missionar
- Faltin, Ruth (1906–1995), deutsche Malerin
- Faltin, Sigrid (* 1956), deutsche Historikerin und Fernsehjournalistin
- Faltin, Valentin, polnischer Glocken- und Kanonengießer
- Faltings, Dina, deutsche Ägyptologin
- Faltings, Gerd (* 1954), deutscher Physiker und MathematikerGerd Faltings (* 1954)

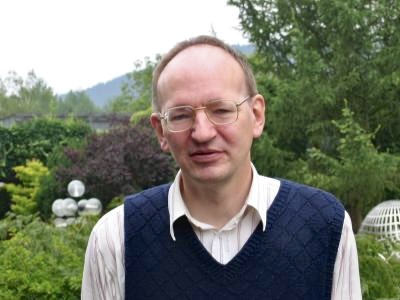
Gerd Faltings (* 1954)

- Faltis, Emanuel (1847–1900), böhmischer Komponist, Dirigent und Kapellmeister
- Faltis, Evelyn (1887–1937), österreichische Komponistin und Korrepetitorin
- Faltis, Franz (1885–1963), österreichischer Chemiker
- Faltis, Johann (1796–1876), österreichischer Unternehmer, Begründer der mechanischen Flachsspinnerei im Riesengebirge
- Faltlhauser, Kurt (* 1940), deutscher Politiker (CSU), MdL, MdB, bayerischer Staatsminister
- Faltlhauser, Momo (* 1975), deutsche Moderatorin und Redakteurin
- Faltlhauser, Valentin (1876–1961), deutscher Psychiater und Euthanasietäter
- Faltner, Franz (1901–1981), deutscher Eisenbahnbediensteter und Widerstandskämpfer
- Faltner, Katharina (* 1982), deutsche Bühnenbildnerin
- Faltor, Johann, deutscher Fußballspieler
- Faltoyano, Rita (* 1978), ungarische Pornodarstellerin
- Fältskog, Agnetha (* 1950), schwedische Musikerin, Sängerin der Gruppe ABBAAgnetha Fältskog (* 1950)

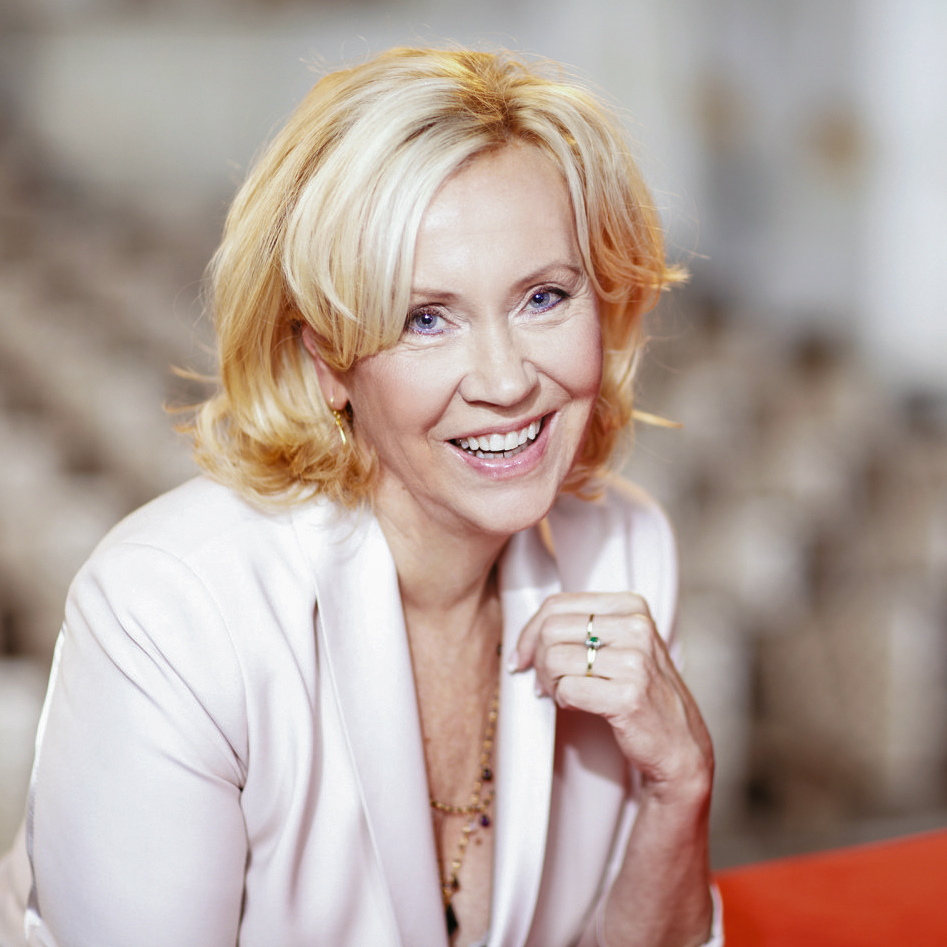
Agnetha Fältskog (* 1950)

- Faltus, František (1901–1989), tschechoslowakischer Bauingenieur
- Faltus, Leoš (1937–2024), tschechischer Komponist und Musikpädagoge
- Faltus, Richard (* 1977), tschechischer Radrennfahrer
- Faltusová, Lenka (* 1979), tschechische Biathletin
- Faltyn, Jan (* 1952), polnischer Radrennfahrer
- Faltýnek, Jan (* 1974), tschechischer Radrennfahrer
- Faltz, Matthias (* 1961), deutscher Theaterschauspieler, Intendant und Regisseur
- Faltz, Raimund (1658–1703), Medailleur, Hofmedailleur, Wachsbossierer, Elfenbeinschnitzer und Miniaturenmaler
- Faltzburg, Axel von (1645–1728), schwedischer Infanteriegeneral und Landshövding
- Faltzburg, Gustav von (1650–1719), schwedischer Jurist, Präsident des Wismarer Tribunals
- Faltzburg, Johann von (1609–1681), Regierungsrat in Schwedisch-Pommern

### Falu
- Falú, Eduardo (1923–2013), argentinischer Gitarrist, Sänger und Komponist
- Falú, Juan (* 1948), argentinischer Gitarrist
- Falub, Adrian (* 1971), rumänischer Fußballspieler und -trainer
- Faludi, Christian (* 1978), deutscher Historiker und Publizist
- Faludi, Ferenc (1704–1779), ungarischer Dichter und Gelehrter
- Faludi, Susan (* 1959), US-amerikanische Journalistin und Autorin
- Faludy, György (1910–2006), ungarischer Schriftsteller
- Faludy, Krisztina (* 1958), ungarische Fagottistin
- Falur Rate Laek (* 1955), osttimoresischer Offizier
- Falusi, Adeyinka Gladys, nigerianische Hämatologin und Hochschullehrerin
- Faluvégi, Dorottya (* 1998), ungarische HandballspielerinDorottya Faluvégi (* 1998)

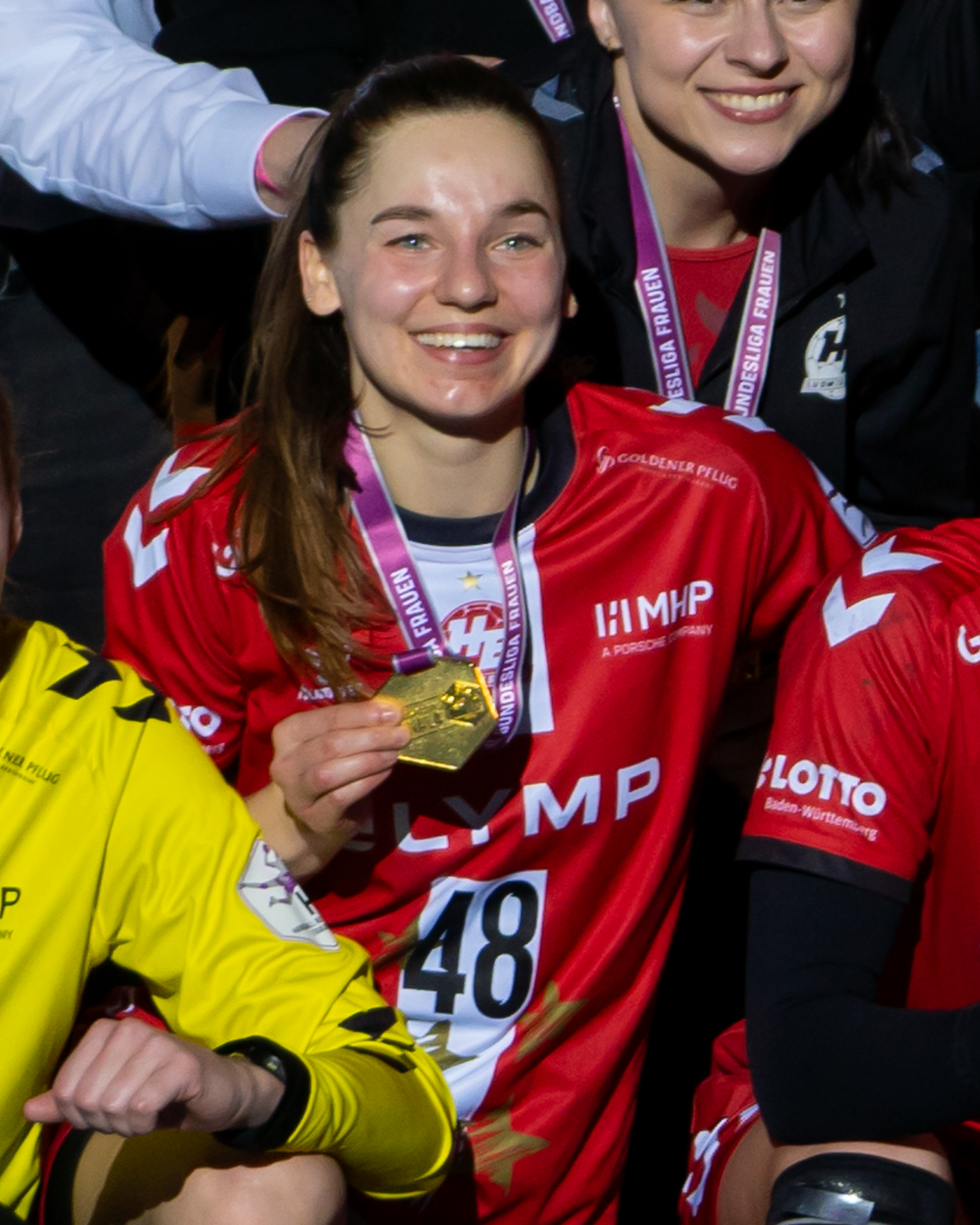
Dorottya Faluvégi (* 1998)

- Faluvégi, Lajos (1924–1999), ungarischer kommunistischer Politiker
- Faluvégi, Rudolf (* 1994), ungarischer Handballspieler

### Falv
- Falvay, Otto (* 1912), deutscher Sänger
- Falvetti, Michelangelo (1642–1692), italienischer Komponist und Kapellmeister
- Falvy, Maurice (1888–1970), französischer General

### Falw
- Falwell, Jerry (1933–2007), US-amerikanischer fundamentalistisch-baptistischer Pastor und FernsehpredigerJerry Falwell (1933–2007)

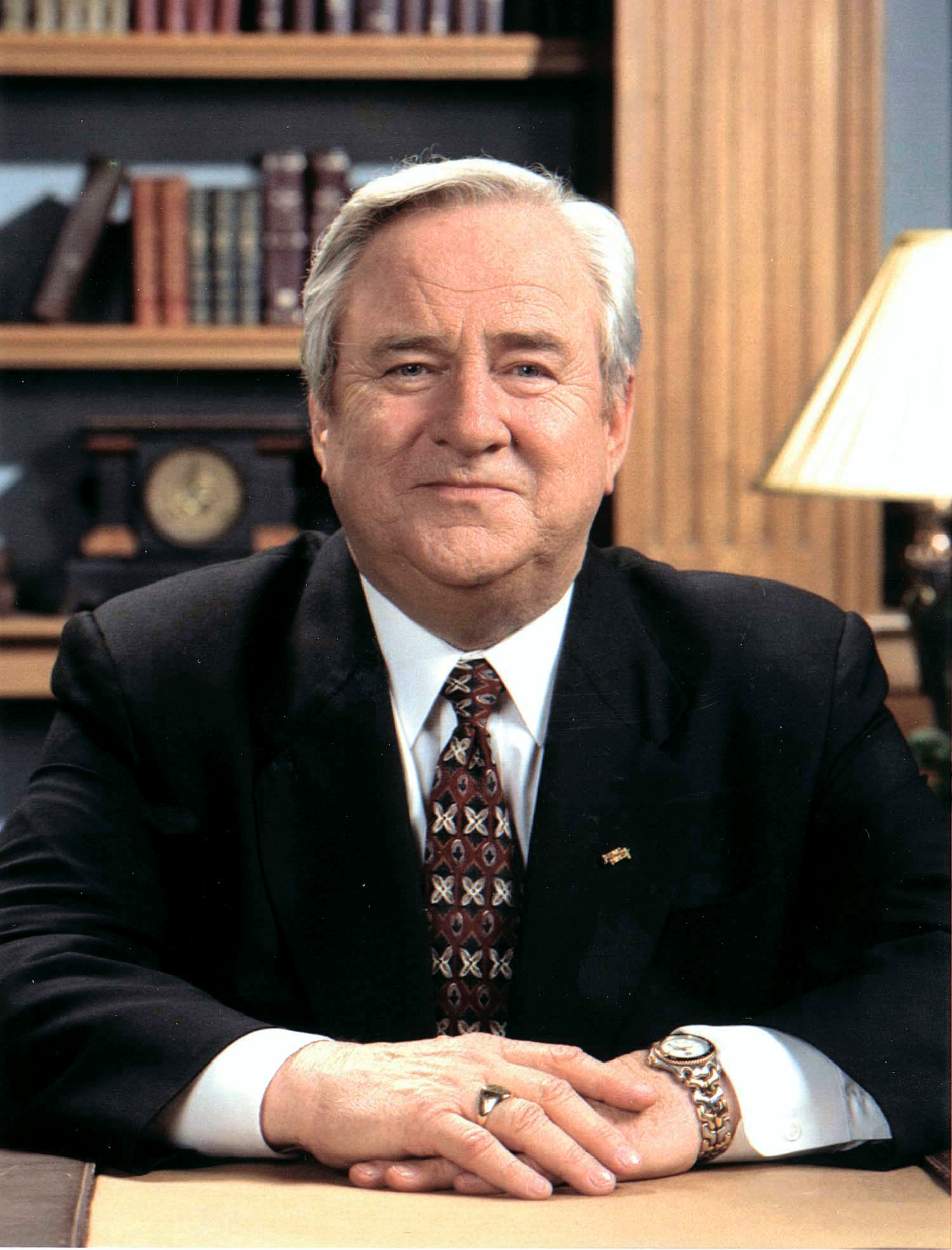
Jerry Falwell (1933–2007)

- Falwell, Jerry Jr. (* 1962), amerikanischer Jurist

### Falz
- Falz-Fein, Eduard Alexandrowitsch von (1912–2018), liechtensteinischer Adliger und Sportfunktionär
- Falz-Fein, Eduard Theodor von (1912–1974), liechtensteinischer Bobfahrer
- Falz-Fein, Friedrich von (1863–1920), deutsch-russischer Großgrundbesitzer und Naturwissenschaftler
- Falzacappa, Giovanni Francesco (1767–1840), italienischer Kardinal
- Falzmann, Alexander (1887–1942), polnischer evangelischer Geistlicher und langjähriger Pfarrer von Zgierz
- Falzón, Ángel (* 1957), maltesischer Ordensgeistlicher, römisch-katholischer Bischof von Comayagua
- Falzon, Federica (* 2003), maltesische Sängerin
- Falzon, Ignatius (1813–1865), maltesischer Laienpriester und Seelsorger
- Falzon, Michael (1945–2025), maltesischer Politiker (Partit Nazzjonalista)
- Falzone, Don, US-amerikanischer Jazzmusiker (Bass)
- Falzone, Giovanni (* 1974), italienischer Jazzmusiker (Trompete, Komposition)
- Falzone, James (* 1971), US-amerikanischer Klarinettist, Bandleader und Komponist im Bereich des Jazz und der zeitgenössischen Musik
- Falzone, Sam (1933–2013), US-amerikanischer Jazzmusiker